# Estados Unidos nos Jogos Olímpicos de Verão de 2024
Estados Unidos competiram nos Jogos Olímpicos de Verão de 2024 em Paris, na França, entre 26 de julho e 11 de agosto. Representados pelo Comitê Olímpico e Paraolímpico dos Estados Unidos (USOPC), atletas estadunidenses participaram em todas as edições dos Jogos Olímpicos de Verão da era moderna, exceto em Moscou 1980, já que lideraram um boicote de 66 nações em protesto contra a invasão soviética do Afeganistão. Como Los Angeles sedia os Jogos Olímpicos de 2028, os Estados Unidos foram a penúltimo delegação a marchar antes da anfitriã França no Trocadéro durante o segmento do desfile das nações na cerimônia de abertura. Além disso, um segmento estadunidense foi realizado durante a cerimônia de encerramento.
A equipe liderou o quadro geral de medalhas pela quarta vez consecutiva e pela 19.ª vez no geral, com um total de 40 medalhas de ouro, 44 de prata e 42 de bronze. Empatados com a China em ouros (40), os Estados Unidos ficaram em primeiro lugar no quadro de medalhas por conquistarem mais medalhas de prata que os chineses (44 a 27). A ocasião marcou a primeira vez na história dos Jogos Olímpicos de Verão que dois países terminaram com o mesmo número de medalhas de ouro no topo. Além disso, os estadunidenses conquistaram 126 medalhas no total, em comparação com as 91 medalhas da China.

## Medalhas
| Atleta | Esporte             | Evento                               | Medalha |
| --- | ------------------- | ------------------------------------ | ------- |
| Jack Alexy Hunter Armstrong Caeleb Dressel Chris Guiliano Ryan Held Matt King | Natação             | Revezamento 4x100 m livre masculino  | Ouro    |
| Lee Kiefer | Esgrima             | Florete individual feminino          | Ouro    |
| Torri Huske | Natação             | 100 m borboleta feminino             | Ouro    |
| Simone Biles Jade Carey Jordan Chiles Sunisa Lee Hezly Rivera | Ginástica artística | Equipes femininas                    | Ouro    |
| Katie Ledecky | Natação             | 1500 m livre feminino                | Ouro    |
| Jacqueline Dubrovich Lee Kiefer Lauren Scruggs Maia Weintraub | Esgrima             | Florete por equipes feminino         | Ouro    |
| Simone Biles | Ginástica artística | Individual geral feminino            | Ouro    |
| Justin Best Liam Corrigan Michael Grady Nick Mead | Remo                | Quatro sem masculino                 | Ouro    |
| Kate Douglass | Natação             | 200 m peito feminino                 | Ouro    |
| Ryan Crouser | Atletismo           | Arremesso de peso masculino          | Ouro    |
| Simone Biles | Ginástica artística | Salto feminino                       | Ouro    |
| Vincent Hancock | Tiro                | Skeet masculino                      | Ouro    |
| Katie Ledecky | Natação             | 800 m livre feminino                 | Ouro    |
| Nic Fink Torri Huske Ryan Murphy Gretchen Walsh Caeleb Dressel Regan Smith Charlie Swanson Abbey Weitzeil | Natação             | Revezamento 4x100 m medley misto     | Ouro    |
| Noah Lyles | Atletismo           | 100 m masculino                      | Ouro    |
| Kristen Faulkner | Ciclismo            | Corrida em estrada feminina          | Ouro    |
| Scottie Scheffler | Golfe               | Individual masculino                 | Ouro    |
| Bobby Finke | Natação             | 1500 m livre masculino               | Ouro    |
| Torri Huske Lilly King Regan Smith Gretchen Walsh Katharine Berkoff Kate Douglass Alex Shackell Emma Weber | Natação             | Revezamento 4x100 m medley feminino  | Ouro    |
| Valarie Allman | Atletismo           | Lançamento de disco feminino         | Ouro    |
| Caroline Marks | Surfe               | Feminino                             | Ouro    |
| Cole Hocker | Atletismo           | 1500 m masculino                     | Ouro    |
| Gabrielle Thomas | Atletismo           | 200 m feminino                       | Ouro    |
| Amit Elor | Lutas               | Livre até 68 kg feminino             | Ouro    |
| Quincy Hall | Atletismo           | 400 m masculino                      | Ouro    |
| Chloé Dygert Kristen Faulkner Jennifer Valente Lily Williams | Ciclismo            | Perseguição por equipes feminino     | Ouro    |
| Sarah Hildebrandt | Lutas               | Livre até 50 kg feminino             | Ouro    |
| Grant Holloway | Atletismo           | 110 m com barreiras masculino        | Ouro    |
| Sydney McLaughlin-Levrone | Atletismo           | 400 m com barreiras feminino         | Ouro    |
| Tara Davis-Woodhall | Atletismo           | Salto em distância feminino          | Ouro    |
| Rai Benjamin | Atletismo           | 400 m com barreiras masculino        | Ouro    |
| Melissa Jefferson Sha'Carri Richardson Twanisha Terry Gabrielle Thomas | Atletismo           | Revezamento 4x100 m feminino         | Ouro    |
| Olivia Reeves | Halterofilismo      | Até 71 kg feminino                   | Ouro    |
| Christopher Bailey Rai Benjamin Bryce Deadmon Vernon Norwood Quincy Wilson | Atletismo           | Revezamento 4x400 m masculino        | Ouro    |
| Masai Russell | Atletismo           | 100 m com barreiras feminino         | Ouro    |
| Alexis Holmes Shamier Little Sydney McLaughlin-Levrone Gabrielle Thomas Kaylyn Brown Aaliyah Butler Quanera Hayes | Atletismo           | Revezamento 4x400 m feminino         | Ouro    |
| - Stephen Curry Anthony Edwards LeBron James Kevin Durant Derrick White Tyrese Haliburton Jayson Tatum Joel Embiid Jrue Holiday Bam Adebayo Anthony Davis Devin Booker | Basquetebol         | Masculino                            | Ouro    |
| - Alyssa Naeher Emily Fox Korbin Albert Naomi Girma Trinity Rodman Casey Krueger Crystal Dunn Lynn Williams Mallory Swanson Lindsey Horan Sophia Smith Tierna Davidson Jenna Nighswonger Emily Sonnett Jaedyn Shaw Rose Lavelle Sam Coffey Casey Murphy Croix Bethune Emily Sams | Futebol             | Feminino                             | Ouro    |
| - Jewell Loyd Kelsey Plum Sabrina Ionescu Kahleah Copper Chelsea Gray A'ja Wilson Breanna Stewart Napheesa Collier Diana Taurasi Jackie Young Alyssa Thomas Brittney Griner | Basquetebol         | Feminino                             | Ouro    |
| Jennifer Valente | Ciclismo            | Omnium feminino                      | Ouro    |
| Sarah Bacon Kassidy Cook | Saltos ornamentais  | Trampolim 3 m sincronizado feminino  | Prata   |
| Kate Douglass Torri Huske Simone Manuel Gretchen Walsh Erika Connolly Abbey Weitzeil | Natação             | Revezamento 4x100 m livre feminino   | Prata   |
| Haley Batten | Ciclismo            | Cross-country feminino               | Prata   |
| Lauren Scruggs | Esgrima             | Florete individual feminino          | Prata   |
| Nic Fink | Natação             | 100 m peito masculino                | Prata   |
| Gretchen Walsh | Natação             | 100 m borboleta feminino             | Prata   |
| Jagger Eaton | Skate               | Street masculino                     | Prata   |
| Katie Grimes | Natação             | 400 m medley feminino                | Prata   |
| Bobby Finke | Natação             | 800 m livre masculino                | Prata   |
| Carson Foster Luke Hobson Drew Kibler Kieran Smith Brooks Curry Chris Guiliano Blake Pieroni | Natação             | Revezamento 4x200 m livre masculino  | Prata   |
| Regan Smith | Natação             | 100 m costas feminino                | Prata   |
| Perris Benegas | Ciclismo            | BMX estilo livre feminino            | Prata   |
| Torri Huske | Natação             | 100 m livre feminino                 | Prata   |
| Regan Smith | Natação             | 200 m borboleta feminino             | Prata   |
| Erin Gemmell Katie Ledecky Paige Madden Claire Weinstein Simone Manuel Anna Peplowski Alex Shackell | Natação             | Revezamento 4x200 m livre feminino   | Prata   |
| Karl Cook Laura Kraut McLain Ward | Hipismo             | Saltos por equipes                   | Prata   |
| Sagen Maddalena | Tiro                | Carabina três posições feminino      | Prata   |
| Regan Smith | Natação             | 200 m costas feminino                | Prata   |
| Joe Kovacs | Atletismo           | Arremesso de peso masculino          | Prata   |
| Sha'Carri Richardson | Atletismo           | 100 m feminino                       | Prata   |
| Kaylyn Brown Bryce Deadmon Shamier Little Vernon Norwood | Atletismo           | Revezamento 4x400 m misto            | Prata   |
| Conner Prince | Tiro                | Skeet masculino                      | Prata   |
| Kate Douglass | Natação             | 200 m medley feminino                | Prata   |
| Austin Krajicek Rajeev Ram | Tênis               | Duplas masculinas                    | Prata   |
| Brady Ellison | Tiro com arco       | Individual masculino                 | Prata   |
| Hunter Armstrong Caeleb Dressel Nic Fink Ryan Murphy Jack Alexy Thomas Heilman Charlie Swanson | Natação             | Revezamento 4x100 m medley masculino | Prata   |
| Sam Kendricks | Atletismo           | Salto com vara masculino             | Prata   |
| Simone Biles | Ginástica artística | Solo feminino                        | Prata   |
| Vincent Hancock Austen Smith | Tiro                | Skeet misto por equipes              | Prata   |
| Taylor Knibb Morgan Pearson Seth Rider Taylor Spivey | Triatlo             | Revezamento misto                    | Prata   |
| Annette Echikunwoke | Atletismo           | Lançamento de martelo feminino       | Prata   |
| Anita Alvarez Jaime Czarkowski Megumi Field Keana Hunter Audrey Kwon Jacklyn Luu Daniella Ramirez Ruby Remati | Natação artística   | Equipes                              | Prata   |
| Katie Moon | Atletismo           | Salto com vara feminino              | Prata   |
| Kenneth Rooks | Atletismo           | 3000 m com obstáculos masculino      | Prata   |
| Tom Schaar | Skate               | Park masculino                       | Prata   |
| Kenny Bednarek | Atletismo           | 200 m masculino                      | Prata   |
| Daniel Roberts | Atletismo           | 110 m com barreiras masculino        | Prata   |
| Anna Cockrell | Atletismo           | 400 m com barreiras feminino         | Prata   |
| Spencer Lee | Lutas               | Livre até 57 kg masculino            | Prata   |
| Shelby McEwen | Atletismo           | Salto em altura masculino            | Prata   |
| Nevin Harrison | Canoagem            | C-1 200 m feminino                   | Prata   |
| Brooke Raboutou | Escalada esportiva  | Combinado feminino                   | Prata   |
| - Jewell Loyd Kelsey Plum Sabrina Ionescu Kahleah Copper Chelsea Gray A'ja Wilson Breanna Stewart Napheesa Collier Diana Taurasi Jackie Young Alyssa Thomas Brittney Griner | Voleibol            | Feminino                             | Prata   |
| Kennedy Blades | Lutas               | Livre até 76 kg feminino             | Prata   |
| Chloé Dygert | Ciclismo            | Estrada contra o relógio feminino    | Bronze  |
| Katie Ledecky | Natação             | 400 m livre feminino                 | Bronze  |
| Carson Foster | Natação             | 400 m medley masculino               | Bronze  |
| Nick Itkin | Esgrima             | Florete individual masculino         | Bronze  |
| Asher Hong Paul Juda Brody Malone Stephen Nedoroscik Fred Richard | Ginástica artística | Equipes masculinas                   | Bronze  |
| Nyjah Huston | Skate               | Street masculino                     | Bronze  |
| Luke Hobson | Natação             | 200 m livre masculino                | Bronze  |
| Ryan Murphy | Natação             | 100 m costas masculino               | Bronze  |
| Emma Weyant | Natação             | 400 m medley feminino                | Bronze  |
| - Ariana Ramsey Ilona Maher Kayla Canett Sammy Sullivan Alev Kelter Lauren Doyle Naya Tapper Alex Sedrick Alena Olsen Stephanie Rovetti Sarah Levy Kristi Kirshe | Rugby sevens        | Feminino                             | Bronze  |
| Katharine Berkoff | Natação             | 100 m costas feminino                | Bronze  |
| Evy Leibfarth | Canoagem            | Slalom C-1 feminino                  | Bronze  |
| Sunisa Lee | Ginástica artística | Individual geral feminino            | Bronze  |
| Brady Ellison Casey Kaufhold | Tiro com arco       | Equipes mistas                       | Bronze  |
| Grant Fisher | Atletismo           | 10000 m masculino                    | Bronze  |
| Ian Barrows Hans Henken | Vela                | 49er                                 | Bronze  |
| Melissa Jefferson | Atletismo           | 100 m feminino                       | Bronze  |
| Jasmine Moore | Atletismo           | Salto triplo feminino                | Bronze  |
| Stephen Nedoroscik | Ginástica artística | Cavalo com alças                     | Bronze  |
| Jade Carey | Ginástica artística | Salto feminino                       | Bronze  |
| Christopher Carlson Peter Chatain Clark Dean Henry Hollingsworth Evan Olson Pieter Quinton Nicholas Rusher Christian Tabash Rielly Milne | Remo                | Oito com masculino                   | Bronze  |
| Paige Madden | Natação             | 800 m livre feminino                 | Bronze  |
| Taylor Fritz Tommy Paul | Tênis               | Duplas masculinas                    | Bronze  |
| Fred Kerley | Atletismo           | 100 m masculino                      | Bronze  |
| Sunisa Lee | Ginástica artística | Barras assimétricas                  | Bronze  |
| Austen Smith | Tiro                | Skeet feminino                       | Bronze  |
| Cierra Burdick Dearica Hamby Rhyne Howard Hailey Van Lith | Basquetebol         | 3x3 feminino                         | Bronze  |
| Yared Nuguse | Atletismo           | 1500 m masculino                     | Bronze  |
| Brittany Brown | Atletismo           | 200 m feminino                       | Bronze  |
| Omari Jones | Boxe                | Até 71 kg masculino                  | Bronze  |
| Hampton Morris | Halterofilismo      | Até 61 kg masculino                  | Bronze  |
| Noah Lyles | Atletismo           | 200 m masculino                      | Bronze  |
| Jasmine Moore | Atletismo           | Salto em distância feminino          | Bronze  |
| Sam Watson | Escalada esportiva  | Velocidade masculino                 | Bronze  |
| Kristina Teachout | Taekwondo           | Até 67 kg feminino                   | Bronze  |
| - Matthew Anderson Aaron Russell Jeffrey Jendryk Torey DeFalco Micah Christenson Maxwell Holt Micah Maʻa Thomas Jaeschke Garrett Muagututia Taylor Averill David Smith Erik Shoji                                                                                                | Voleibol            | Masculino                            | Bronze  |
| Aaron Brooks | Lutas               | Livre até 86 kg masculino            | Bronze  |
| Helen Maroulis | Lutas               | Livre até 57 kg feminino             | Bronze  |
| Grant Fisher | Atletismo           | 5000 m masculino                     | Bronze  |
| Victor Montalvo | Breaking            | B-Boys                               | Bronze  |
| Kyle Dake | Lutas               | Livre até 74 kg masculino            | Bronze  |
| - Adrian Weinberg Johnny Hooper Marko Vavic Alex Obert Hannes Daube Luca Cupido Ben Hallock Dylan Woodhead Alex Bowen Chase Dodd Ryder Dodd Max Irving Drew Holland | Polo aquático       | Masculino                            | Bronze  |

## Competidores
Esta foi a participação por modalidade nesta edição:
| Esporte              | Masculino | Feminino | Total |
| -------------------- | --------- | -------- | ----- |
| Atletismo            | 59        | 61       | 120   |
| Badminton            | 3         | 4        | 7     |
| Basquetebol          | 16        | 16       | 32    |
| Boxe                 | 4         | 4        | 8     |
| Breaking             | 2         | 2        | 4     |
| Canoagem             | 3         | 2        | 5     |
| Ciclismo             | 10        | 13       | 23    |
| Escalada esportiva   | 4         | 4        | 8     |
| Esgrima              | 6         | 9        | 15    |
| Futebol              | 18        | 18       | 36    |
| Ginástica            | 6         | 7        | 12    |
| Golfe                | 4         | 3        | 7     |
| Halterofilismo       | 2         | 3        | 5     |
| Hipismo              | 6         | 3        | 9     |
| Hóquei sobre a grama | 0         | 16       | 16    |
| Judô                 | 2         | 2        | 4     |
| Lutas                | 10        | 6        | 16    |
| Natação              | 27        | 21       | 48    |
| Natação artística    | 0         | 8        | 8     |
| Pentatlo moderno     | 0         | 1        | 1     |
| Polo aquático        | 12        | 12       | 24    |
| Remo                 | 18        | 24       | 42    |
| Rugby sevens         | 12        | 12       | 24    |
| Saltos ornamentais   | 5         | 6        | 11    |
| Skate                | 6         | 6        | 12    |
| Surfe                | 2         | 3        | 5     |
| Taekwondo            | 2         | 2        | 4     |
| Tênis                | 6         | 5        | 11    |
| Tênis de mesa        | 1         | 3        | 4     |
| Tiro                 | 7         | 9        | 16    |
| Tiro com arco        | 1         | 3        | 4     |
| Triatlo              | 2         | 3        | 5     |
| Vela                 | 6         | 7        | 13    |
| Voleibol             | 12        | 12       | 24    |
| Voleibol de praia    | 2         | 2        | 4     |
| Total                | 278       | 314      | 592   |

## Desempenho

### Atletismo
Para garantir sua seleção para a equipe, os atletas competiram nas seletivas olímpicas de 2024, de 21 a 30 de junho de 2024, em Eugene. Atletas estadunidenses alcançaram os padrões de entrada para Paris 2024, seja por passar na marca de qualificação direta (ou tempo para corridas de atletismo) ou pelo ranking mundial da World Athletics, nos seguintes eventos (máximo de 3 atletas cada):
- Q = Qualificado a próxima fase;
- q = Qualificado para a próxima rodada como perdedor mais rápido ou, em eventos de campo, por posição sem atingir a meta de qualificação;
- N/A = Rodada não aplicável para o evento;
- Bye = Atleta não precisou disputar aquela fase.

Eventos de pista e estrada
Masculino
| Atleta                                                                     | Evento                | Preliminar | Preliminar | Baterias | Baterias | Repescagem | Repescagem | Semifinal | Semifinal | Final        | Final             |
| Atleta                                                                     | Evento                | Tempo      | Pos.       | Tempo    | Pos.     | Tempo      | Pos.       | Tempo     | Pos.      | Tempo        | Pos.              |
| -------------------------------------------------------------------------- | --------------------- | ---------- | ---------- | -------- | -------- | ---------- | ---------- | --------- | --------- | ------------ | ----------------- |
| Kenneth Bednarek                                                           | 100 m                 | Bye        | Bye        | 9.97     | 1 Q      | N/A        | N/A        | 9.93      | 4 q       | 9.88         | 7                 |
| Fred Kerley                                                                | 100 m                 | Bye        | Bye        | 9.97     | 1 Q      | N/A        | N/A        | 9.84      | 2 Q       | 9.81         | Medalha de bronze |
| Noah Lyles                                                                 | 100 m                 | Bye        | Bye        | 10.04    | 2 Q      | N/A        | N/A        | 9.83      | 2 Q       | 9.79 (.784)  | Medalha de ouro   |
| Kenneth Bednarek                                                           | 200 m                 | N/A        | N/A        | 19.96    | 1 Q      | Bye        | Bye        | 20.00     | 1 Q       | 19.62        | Medalha de prata  |
| Erriyon Knighton                                                           | 200 m                 | N/A        | N/A        | 19.99    | 1 Q      | Bye        | Bye        | 20.09     | 1 Q       | 19.99        | 4                 |
| Noah Lyles                                                                 | 200 m                 | N/A        | N/A        | 20.19    | 1 Q      | Bye        | Bye        | 20.08     | 2 Q       | 19.70        | Medalha de bronze |
| Christopher Bailey                                                         | 400 m                 | N/A        | N/A        | 44.89    | 2 Q      | Bye        | Bye        | 44.31     | 3 q       | 44.58        | 6                 |
| Quincy Hall                                                                | 400 m                 | N/A        | N/A        | 44.28    | 1 Q      | Bye        | Bye        | 43.95     | 1 Q       | 43.40        | Medalha de ouro   |
| Michael Norman                                                             | 400 m                 | N/A        | N/A        | 44.10    | 1 Q      | Bye        | Bye        | 44.26     | 2 Q       | 45.62        | 8                 |
| Bryce Hoppel                                                               | 800 m                 | N/A        | N/A        | 1:45.24  | 2 Q      | Bye        | Bye        | 1:43.41   | 2 Q       | 1:41.67      | 4                 |
| Hobbs Kessler                                                              | 800 m                 | N/A        | N/A        | 1:46.15  | 3 Q      | Bye        | Bye        | 1:46.20   | 6         | Não avançou  | Não avançou       |
| Brandon Miller                                                             | 800 m                 | N/A        | N/A        | 1:46.34  | 8        | 1:44.21    | 1 Q        | 1:45.79   | 5         | Não avançou  | Não avançou       |
| Cole Hocker                                                                | 1500 m                | N/A        | N/A        | 3:35.27  | 2 Q      | Bye        | Bye        | 3:32.54   | 3 Q       | 3:27.65      | Medalha de ouro   |
| Hobbs Kessler                                                              | 1500 m                | N/A        | N/A        | 3:36.87  | 2 Q      | Bye        | Bye        | 3:31.97   | 2 Q       | 3:29.45      | 5                 |
| Yared Nuguse                                                               | 1500 m                | N/A        | N/A        | 3:36.56  | 5 Q      | Bye        | Bye        | 3:31.72   | 1 Q       | 3:27.80      | Medalha de bronze |
| Graham Blanks                                                              | 5000 m                | N/A        | N/A        | 14:09.06 | 6 Q      | N/A        | N/A        | N/A       | N/A       | 13:18.67     | 9                 |
| Grant Fisher                                                               | 5000 m                | N/A        | N/A        | 13:52.44 | 4 Q      | N/A        | N/A        | N/A       | N/A       | 13:15.13     | Medalha de bronze |
| Abdihamid Nur                                                              | 5000 m                | N/A        | N/A        | 14:15.00 | 19       | N/A        | N/A        | N/A       | N/A       | Não avançou  | Não avançou       |
| Grant Fisher                                                               | 10000 m               | N/A        | N/A        | N/A      | N/A      | N/A        | N/A        | N/A       | N/A       | 26:43.46     | Medalha de bronze |
| Woody Kincaid                                                              | 10000 m               | N/A        | N/A        | N/A      | N/A      | N/A        | N/A        | N/A       | N/A       | 27:29.40     | 16                |
| Nico Young                                                                 | 10000 m               | N/A        | N/A        | N/A      | N/A      | N/A        | N/A        | N/A       | N/A       | 26:58.11     | 12                |
| Freddie Crittenden                                                         | 110 m com barreiras   | N/A        | N/A        | 18.27    | 8        | 13.42      | 1 Q        | 13.23     | 2 Q       | 13.32        | 6                 |
| Grant Holloway                                                             | 110 m com barreiras   | N/A        | N/A        | 13.01    | 1 Q      | Bye        | Bye        | 12.98     | 1 Q       | 12.99        | Medalha de ouro   |
| Daniel Roberts                                                             | 110 m com barreiras   | N/A        | N/A        | 13.43    | 3 Q      | Bye        | Bye        | 13.10     | 2 Q       | 13.09 (.085) | Medalha de prata  |
| CJ Allen                                                                   | 400 m com barreiras   | N/A        | N/A        | 48.64    | 2 Q      | Bye        | Bye        | 48.44     | 4         | Não avançou  | Não avançou       |
| Trevor Bassitt                                                             | 400 m com barreiras   | N/A        | N/A        | 49.38    | 5        | 48.64      | 1 Q        | 48.29     | 4         | Não avançou  | Não avançou       |
| Rai Benjamin                                                               | 400 m com barreiras   | N/A        | N/A        | 48.82    | 1 Q      | Bye        | Bye        | 47.85     | 1 Q       | 46.46        | Medalha de ouro   |
| James Corrigan                                                             | 3000 m com obstáculos | N/A        | N/A        | 8:36.67  | 10       | N/A        | N/A        | N/A       | N/A       | Não avançou  | Não avançou       |
| Kenneth Rooks                                                              | 3000 m com obstáculos | N/A        | N/A        | 8:24.95  | 2 Q      | N/A        | N/A        | N/A       | N/A       | 8:06.41      | Medalha de prata  |
| Matthew Wilkinson                                                          | 3000 m com obstáculos | N/A        | N/A        | 8:16.82  | 6        | N/A        | N/A        | N/A       | N/A       | Não avançou  | Não avançou       |
| Kenny Bednarek Christian Coleman Fred Kerley Kyree King Courtney Lindsey   | 4x100 m               | N/A        | N/A        | 37.47    | 1 Q      | N/A        | N/A        | N/A       | N/A       | DSQ          | DSQ               |
| Christopher Bailey Rai Benjamin Bryce Deadmon Vernon Norwood Quincy Wilson | 4x400 m               | N/A        | N/A        | 2:59.15  | 3 Q      | N/A        | N/A        | N/A       | N/A       | 2:54.43      | Medalha de ouro   |
| Leonard Korir                                                              | Maratona              | N/A        | N/A        | N/A      | N/A      | N/A        | N/A        | N/A       | N/A       | 2:18:45      | 63                |
| Conner Mantz                                                               | Maratona              | N/A        | N/A        | N/A      | N/A      | N/A        | N/A        | N/A       | N/A       | 2:08:12      | 8                 |
| Clayton Young                                                              | Maratona              | N/A        | N/A        | N/A      | N/A      | N/A        | N/A        | N/A       | N/A       | 2:08:44      | 9                 |

Feminino
| Atleta | Evento                | Preliminar | Preliminar | Baterias | Baterias | Repescagem | Repescagem | Semifinal   | Semifinal   | Final       | Final             |
| Atleta | Evento                | Tempo      | Pos.       | Tempo    | Pos.     | Tempo      | Pos.       | Tempo       | Pos.        | Tempo       | Pos.              |
| --- | --------------------- | ---------- | ---------- | -------- | -------- | ---------- | ---------- | ----------- | ----------- | ----------- | ----------------- |
| Melissa Jefferson                                                                                                 | 100 m                 | Bye        | Bye        | 10.96    | 2 Q      | N/A        | N/A        | 10.99       | 1 Q         | 10.92       | Medalha de bronze |
| Sha'Carri Richardson                                                                                              | 100 m                 | Bye        | Bye        | 10.94    | 1 Q      | N/A        | N/A        | 10.89       | 2 Q         | 10.87       | Medalha de prata  |
| Twanisha Terry | 100 m                 | Bye        | Bye        | 11.15    | 1 Q      | N/A        | N/A        | 11.07       | 3 q         | 10.97       | 5                 |
| Brittany Brown | 200 m                 | N/A        | N/A        | 22.38    | 1 Q      | Bye        | Bye        | 22.12       | 1 Q         | 22.20       | Medalha de bronze |
| McKenzie Long | 200 m                 | N/A        | N/A        | 22.55    | 1 Q      | Bye        | Bye        | 22.30       | 3 q         | 22.42       | 7                 |
| Gabrielle Thomas                                                                                                  | 200 m                 | N/A        | N/A        | 22.20    | 1 Q      | Bye        | Bye        | 21.86       | 1 Q         | 21.83       | Medalha de ouro   |
| Aaliyah Butler | 400 m                 | N/A        | N/A        | 50.52    | 2 Q      | Bye        | Bye        | 51.18       | 6           | Não avançou | Não avançou       |
| Kendall Ellis | 400 m                 | N/A        | N/A        | 51.16    | 5        | 50.44      | 1 Q        | 50.40       | 4           | Não avançou | Não avançou       |
| Alexis Holmes | 400 m                 | N/A        | N/A        | 50.35    | 2 Q      | Bye        | Bye        | 50.00       | 2 Q         | 49.77       | 6                 |
| Nia Akins | 800 m                 | N/A        | N/A        | 1:59.67  | 2 Q      | Bye        | Bye        | 1:58.20     | 3           | Não avançou | Não avançou       |
| Juliette Whittaker                                                                                                | 800 m                 | N/A        | N/A        | 2:00.45  | 3 Q      | Bye        | Bye        | 1:57.76     | 3 q         | 1:58.50     | 7                 |
| Allie Wilson | 800 m                 | N/A        | N/A        | 1:59.69  | 6        | 1:59.73    | 3          | Não avançou | Não avançou | Não avançou | Não avançou       |
| Nikki Hiltz | 1500 m                | N/A        | N/A        | 4:00.42  | 3 Q      | Bye        | Bye        | 3:56.17     | 3 Q         | 3:56.38     | 7                 |
| Emily Mackay | 1500 m                | N/A        | N/A        | 3:59.63  | 6 Q      | Bye        | Bye        | 4:02.03     | 13          | Não avançou | Não avançou       |
| Elle St. Pierre                                                                                                   | 1500 m                | N/A        | N/A        | 4:03.22  | 3 Q      | Bye        | Bye        | 3:59.74     | 3 Q         | 3:57.52     | 8                 |
| Elise Cranny | 5000 m                | N/A        | N/A        | 14:58.55 | 7 Q      | N/A        | N/A        | N/A         | N/A         | 14:48.06    | 10                |
| Whittni Morgan | 5000 m                | N/A        | N/A        | 15:02.14 | 6 Q      | N/A        | N/A        | N/A         | N/A         | 14:53.57    | 13                |
| Karissa Schweizer                                                                                                 | 5000 m                | N/A        | N/A        | 14:59.64 | 8 Q      | N/A        | N/A        | N/A         | N/A         | 14:45.57    | 9                 |
| Weini Kelati | 10000 m               | N/A        | N/A        | N/A      | N/A      | N/A        | N/A        | N/A         | N/A         | 30:49.98    | 8                 |
| Karissa Schweizer                                                                                                 | 10000 m               | N/A        | N/A        | N/A      | N/A      | N/A        | N/A        | N/A         | N/A         | 30:51.99    | 9                 |
| Parker Valby | 10000 m               | N/A        | N/A        | N/A      | N/A      | N/A        | N/A        | N/A         | N/A         | 30:59.28    | 11                |
| Alaysha Johnson                                                                                                   | 100 m com barreiras   | N/A        | N/A        | 12.61    | 2 Q      | Bye        | Bye        | 12.34       | 1 Q         | 12.93       | 7                 |
| Masai Russell | 100 m com barreiras   | N/A        | N/A        | 12.53    | =1 Q     | Bye        | Bye        | 12.42       | 2 Q         | 12.33       | Medalha de ouro   |
| Grace Stark | 100 m com barreiras   | N/A        | N/A        | 12.72    | 3 Q      | Bye        | Bye        | 12.39       | 1 Q         | 12.43       | 5                 |
| Anna Cockrell | 400 m com barreiras   | N/A        | N/A        | 53.91    | 1 Q      | Bye        | Bye        | 52.90       | 2 Q         | 51.87       | Medalha de prata  |
| Jasmine Jones | 400 m com barreiras   | N/A        | N/A        | 53.60    | 1 Q      | Bye        | Bye        | 53.83       | 2 Q         | 52.29       | 4                 |
| Sydney McLaughlin-Levrone                                                                                         | 400 m com barreiras   | N/A        | N/A        | 53.60    | 1 Q      | Bye        | Bye        | 52.13       | 1 Q         | 50.37       | Medalha de ouro   |
| Valerie Constien                                                                                                  | 3000 m com obstáculos | N/A        | N/A        | 9:16.33  | 3 Q      | N/A        | N/A        | N/A         | N/A         | 9:34.08     | 15                |
| Marisa Howard | 3000 m com obstáculos | N/A        | N/A        | 9:24.78  | 7        | N/A        | N/A        | N/A         | N/A         | Não avançou | Não avançou       |
| Courtney Wayment                                                                                                  | 3000 m com obstáculos | N/A        | N/A        | 9:10.72  | 4 Q      | N/A        | N/A        | N/A         | N/A         | 9:13.60     | 12                |
| Melissa Jefferson Sha'Carri Richardson Twanisha Terry Gabrielle Thomas                                            | 4x100 m               | N/A        | N/A        | 41.94    | 1 Q      | N/A        | N/A        | N/A         | N/A         | 41.78       | Medalha de ouro   |
| Kaylyn Brown Aaliyah Butler Quanera Hayes Alexis Holmes Shamier Little Sydney McLaughlin-Levrone Gabrielle Thomas | 4x400 m               | N/A        | N/A        | 3:21.44  | 1 Q      | N/A        | N/A        | N/A         | N/A         | 3:15.27     | Medalha de ouro   |
| Dakotah Lindwurm                                                                                                  | Maratona              | N/A        | N/A        | N/A      | N/A      | N/A        | N/A        | N/A         | N/A         | 2:25:44     | 12                |
| Fiona O'Keeffe | Maratona              | N/A        | N/A        | N/A      | N/A      | N/A        | N/A        | N/A         | N/A         | DNF         | DNF               |
| Emily Sisson | Maratona              | N/A        | N/A        | N/A      | N/A      | N/A        | N/A        | N/A         | N/A         | 2:29:53     | 23                |

Misto
| Atleta                                                   | Evento  | Baterias | Baterias | Final   | Final            |
| Atleta                                                   | Evento  | Tempo    | Pos.     | Tempo   | Pos.             |
| -------------------------------------------------------- | ------- | -------- | -------- | ------- | ---------------- |
| Kaylyn Brown Bryce Deadmon Shamier Little Vernon Norwood | 4x400 m | 3:07.41  | 1 Q      | 3:07.74 | Medalha de prata |

Eventos de campo
Masculino
| Atleta            | Evento                | Qualificação | Qualificação | Final       | Final            |
| Atleta            | Evento                | Marca        | Pos.         | Marca       | Pos.             |
| ----------------- | --------------------- | ------------ | ------------ | ----------- | ---------------- |
| Malcolm Clemons   | Salto em distância    | 7.72         | 21           | Não avançou | Não avançou      |
| Jeremiah Davis    | Salto em distância    | 7.83         | 15           | Não avançou | Não avançou      |
| Jarrion Lawson    | Salto em distância    | NM           | NM           | Não avançou | Não avançou      |
| Salif Mane        | Salto triplo          | 17.16        | =3 Q         | 17.41       | 6                |
| Russell Robinson  | Salto triplo          | 16.47        | 22           | Não avançou | Não avançou      |
| Donald Scott      | Salto triplo          | 16.77        | 14           | Não avançou | Não avançou      |
| JuVaughn Harrison | Salto em altura       | 2.20         | =19          | Não avançou | Não avançou      |
| Shelby McEwen     | Salto em altura       | 2.27         | 1 q          | 2.36        | Medalha de prata |
| Vernon Turner     | Salto em altura       | 2.15         | 28           | Não avançou | Não avançou      |
| Sam Kendricks     | Salto com vara        | 5.75         | 8 q          | 5.95        | Medalha de prata |
| Chris Nilsen      | Salto com vara        | 5.40         | =26          | Não avançou | Não avançou      |
| Jacob Wooten      | Salto com vara        | 5.60         | 22           | Não avançou | Não avançou      |
| Ryan Crouser      | Arremesso de peso     | 21.49        | 4 Q          | 22.90       | Medalha de ouro  |
| Joe Kovacs        | Arremesso de peso     | 21.24        | 7 q          | 22.15       | Medalha de prata |
| Payton Otterdahl  | Arremesso de peso     | 21.52        | 3 Q          | 22.03       | 4                |
| Joseph Brown      | Lançamento de disco   | 61.68        | 22           | Não avançou | Não avançou      |
| Andrew Evans      | Lançamento de disco   | 62.25        | 17           | Não avançou | Não avançou      |
| Sam Mattis        | Lançamento de disco   | 62.66        | 14           | Não avançou | Não avançou      |
| Curtis Thompson   | Lançamento de dardo   | 76.79        | 27           | Não avançou | Não avançou      |
| Daniel Haugh      | Lançamento de martelo | NM           | NM           | Não avançou | Não avançou      |
| Rudy Winkler      | Lançamento de martelo | 77.29        | 4 Q          | 77.92       | 6                |

Feminino
| Atleta               | Evento                | Qualificação | Qualificação | Final       | Final             |
| Atleta               | Evento                | Marca        | Pos.         | Marca       | Pos.              |
| -------------------- | --------------------- | ------------ | ------------ | ----------- | ----------------- |
| Tara Davis-Woodhall  | Salto em distância    | 6.90         | 1 Q          | 7.10        | Medalha de ouro   |
| Jasmine Moore        | Salto em distância    | 6.66         | 6 q          | 6.96        | Medalha de bronze |
| Monae' Nichols       | Salto em distância    | 6.64         | 8 q          | 6.67        | 6                 |
| Tori Franklin        | Salto triplo          | 14.02        | 14           | Não avançou | Não avançou       |
| Jasmine Moore        | Salto triplo          | 14.43        | 3 Q          | 14.67       | Medalha de bronze |
| Keturah Orji         | Salto triplo          | 14.09        | 11 q         | 14.05       | 9                 |
| Vashti Cunningham    | Salto em altura       | 1.92         | =12 q        | 1.95        | 5                 |
| Rachel Glenn         | Salto em altura       | 1.88         | =15          | Não avançou | Não avançou       |
| Brynn King           | Salto com vara        | 4.40         | =22          | Não avançou | Não avançou       |
| Katie Moon           | Salto com vara        | 4.55         | =1 q         | 4.85        | Medalha de prata  |
| Bridget Williams     | Salto com vara        | 4.40         | =22          | Não avançou | Não avançou       |
| Chase Jackson        | Arremesso de peso     | 17.60        | 17           | Não avançou | Não avançou       |
| Jaida Ross           | Arremesso de peso     | 18.58        | 8 q          | 19.28       | 4                 |
| Raven Saunders       | Arremesso de peso     | 18.62        | 7 q          | 17.79       | 11                |
| Valarie Allman       | Lançamento de disco   | 69.59        | 1 Q          | 69.50       | Medalha de ouro   |
| Veronica Fraley      | Lançamento de disco   | 62.54        | 13           | Não avançou | Não avançou       |
| Jayden Ulrich        | Lançamento de disco   | 61.08        | 18           | Não avançou | Não avançou       |
| Maggie Malone-Hardin | Lançamento de dardo   | 58.76        | 24           | Não avançou | Não avançou       |
| Annette Echikunwoke  | Lançamento de martelo | 73.52        | 4 Q          | 75.48       | Medalha de prata  |
| DeAnna Price         | Lançamento de martelo | 73.79        | 3 Q          | 71.00       | 11                |
| Erin Reese           | Lançamento de martelo | 70.23        | 14           | Não avançou | Não avançou       |

### Basquetebol

#### 5×5
Masculino
A seleção nacional masculina dos Estados Unidos se classificou para as Olimpíadas por ser uma das duas melhores equipes das Américas na Copa do Mundo de Basquetebol Masculino de 2023.
Elenco
A delegação foi composta de 12 jogadores:
- Stephen Curry
- Anthony Edwards
- LeBron James
- Kevin Durant
- Derrick White
- Tyrese Haliburton
- Jayson Tatum
- Joel Embiid
- Jrue Holiday
- Bam Adebayo
- Anthony Davis
- Devin Booker

Fase de grupos
| Pos. | Equipe         | J | V | D | PF  | PC  | Dif | Pts |
| ---- | -------------- | - | - | - | --- | --- | --- | --- |
| 1    | Estados Unidos | 3 | 3 | 0 | 317 | 253 | +64 | 6   |
| 2    | Sérvia         | 3 | 2 | 1 | 287 | 261 | +26 | 5   |
| 3    | Sudão do Sul   | 3 | 1 | 2 | 261 | 278 | –17 | 4   |
| 4    | Porto Rico     | 3 | 0 | 3 | 228 | 301 | –73 | 3   |

Regras para classificação: 1) Pontos; 2) Confronto direto; 3) Diferença de pontos; 4) Pontos marcados.
| 28 de julho de 2024 17:15 | Relatório | Sérvia                                         | 84–110 | Estados Unidos                             |  | Stade Pierre-Mauroy, Lille Público: 27 328 Árbitros: FRA Yohan Rosso PAN Julio Anaya LAT Mārtiņš Kozlovskis |  |
| 28 de julho de 2024 17:15 | Relatório | Placar por quarto: 20–25, 29–33, 16–26, 19–26  |        |                                            |  | Stade Pierre-Mauroy, Lille Público: 27 328 Árbitros: FRA Yohan Rosso PAN Julio Anaya LAT Mārtiņš Kozlovskis |  |
| 28 de julho de 2024 17:15 | Relatório | Pts: Jokić 20 Rbts: Bogdanović 6 Asts: Jokić 8 |        | Pts: Durant 23 Rbts: Davis 8 Asts: James 9 |  | Stade Pierre-Mauroy, Lille Público: 27 328 Árbitros: FRA Yohan Rosso PAN Julio Anaya LAT Mārtiņš Kozlovskis |  |

| 31 de julho de 2024 21:00 | Relatório | Estados Unidos                                               | 103–86 | Sudão do Sul                                |  | Stade Pierre-Mauroy, Lille Público: 27 056 Árbitros: ESP Antonio Conde LAT Mārtiņš Kozlovskis JPN Takaki Kato |  |
| 31 de julho de 2024 21:00 | Relatório | Placar por quarto: 26–14, 29–22, 18–21, 30–29                |        |                                             |  | Stade Pierre-Mauroy, Lille Público: 27 056 Árbitros: ESP Antonio Conde LAT Mārtiņš Kozlovskis JPN Takaki Kato |  |
| 31 de julho de 2024 21:00 | Relatório | Pts: Adebayo 18 Rbts: Adebayo, Davis, James 7 Asts: Booker 6 |        | Pts: Omot 24 Rbts: Gabriel 10 Asts: Jones 7 |  | Stade Pierre-Mauroy, Lille Público: 27 056 Árbitros: ESP Antonio Conde LAT Mārtiņš Kozlovskis JPN Takaki Kato |  |

| 3 de agosto de 2024 17:15 | Relatório | Porto Rico                                       | 83–104 | Estados Unidos                               |  | Stade Pierre-Mauroy, Lille Público: 27 244 Árbitros: PAN Julio Anaya LAT Gatis Saliņš CRO Martin Vulić |  |
| 3 de agosto de 2024 17:15 | Relatório | Placar por quarto: 29–25, 16–39, 14–23, 24–17    |        |                                              |  | Stade Pierre-Mauroy, Lille Público: 27 244 Árbitros: PAN Julio Anaya LAT Gatis Saliņš CRO Martin Vulić |  |
| 3 de agosto de 2024 17:15 | Relatório | Pts: Alvarado 18 Rbts: Romero 10 Asts: Conditt 5 |        | Pts: Edwards 26 Rbts: Tatum 10 Asts: James 8 |  | Stade Pierre-Mauroy, Lille Público: 27 244 Árbitros: PAN Julio Anaya LAT Gatis Saliņš CRO Martin Vulić |  |

Quartas de final
| 6 de agosto de 2024 21:30 | Relatório | Brasil                                           | 87–122 | Estados Unidos                             |  | Bercy Arena, Paris Público: 12 364 Árbitros: ESP Antonio Conde SLO Boris Krejić ESP Luis Castillo |  |
| 6 de agosto de 2024 21:30 | Relatório | Placar por quarto: 21–33, 15–30, 35–31, 16–28    |        |                                            |  | Bercy Arena, Paris Público: 12 364 Árbitros: ESP Antonio Conde SLO Boris Krejić ESP Luis Castillo |  |
| 6 de agosto de 2024 21:30 | Relatório | Pts: Caboclo 30 Rbts: Georginho 8 Asts: Meindl 7 |        | Pts: Booker 18 Rbts: Davis 8 Asts: James 9 |  | Bercy Arena, Paris Público: 12 364 Árbitros: ESP Antonio Conde SLO Boris Krejić ESP Luis Castillo |  |

Semifinal
| 8 de agosto de 2024 21:00 | Relatório | Estados Unidos                                | 95–91 | Sérvia                                                               |  | Bercy Arena, Paris Público: 12 213 Árbitros: BIH Ademir Zurapović PAN Julio Anaya LAT Mārtiņš Kozlovskis |  |
| 8 de agosto de 2024 21:00 | Relatório | Placar por quarto: 23–31, 20–23, 20–22, 32–15 |       |                                                                      |  | Bercy Arena, Paris Público: 12 213 Árbitros: BIH Ademir Zurapović PAN Julio Anaya LAT Mārtiņš Kozlovskis |  |
| 8 de agosto de 2024 21:00 | Relatório | Pts: Curry 36 Rbts: James 12 Asts: James 10   |       | Pts: Bogdanović 20 Rbts: Jokić, Milutinov, Petrušev 5 Asts: Jokić 11 |  | Bercy Arena, Paris Público: 12 213 Árbitros: BIH Ademir Zurapović PAN Julio Anaya LAT Mārtiņš Kozlovskis |  |

Final
| 10 de agosto de 2024 21:30 | Relatório | França                                         | 87–98 | Estados Unidos                              |  | Bercy Arena, Paris Público: 12 121 Árbitros: ESP Antonio Conde PAN Julio Anaya POL Wojciech Liszka |  |
| 10 de agosto de 2024 21:30 | Relatório | Placar por quarto: 15–20, 26–29, 25–23, 21–26  |       |                                             |  | Bercy Arena, Paris Público: 12 121 Árbitros: ESP Antonio Conde PAN Julio Anaya POL Wojciech Liszka |  |
| 10 de agosto de 2024 21:30 | Relatório | Pts: Wembanyama 26 Rbts: Batum 8 Asts: Batum 4 |       | Pts: Curry 24 Rbts: Davis 10 Asts: James 10 |  | Bercy Arena, Paris Público: 12 121 Árbitros: ESP Antonio Conde PAN Julio Anaya POL Wojciech Liszka |  |

Feminino
A seleção feminina de basquetebol dos Estados Unidos se classificou as Olimpíadas ao conquistar o título da Copa do Mundo Feminina da FIBA de 2022 em Sydney, Austrália.
Elenco
A delegação foi composta de 12 jogadoras:
- Jewell Loyd
- Kelsey Plum
- Sabrina Ionescu
- Kahleah Copper
- Chelsea Gray
- A'ja Wilson
- Breanna Stewart
- Napheesa Collier
- Diana Taurasi
- Jackie Young
- Alyssa Thomas
- Brittney Griner

Fase de grupos
| Pos. | Equipe         | J | V | D | PF  | PC  | Dif | Pts |
| ---- | -------------- | - | - | - | --- | --- | --- | --- |
| 1    | Estados Unidos | 3 | 3 | 0 | 276 | 218 | +58 | 6   |
| 2    | Alemanha       | 3 | 2 | 1 | 226 | 220 | +6  | 5   |
| 3    | Bélgica        | 3 | 1 | 2 | 228 | 228 | 0   | 4   |
| 4    | Japão          | 3 | 0 | 3 | 198 | 262 | –64 | 3   |

Regras para classificação: 1) Pontos; 2) Confronto direto; 3) Diferença de pontos; 4) Pontos marcados.
| 29 de julho de 2024 21:00 | Relatório | Estados Unidos                                | 102–76 | Japão                                                                              |  | Stade Pierre-Mauroy, Lille Público: 13 040 Árbitros: ESP Luis Castillo NOR Viola Györgyi KAZ Yevgeniy Mikheyev |  |
| 29 de julho de 2024 21:00 | Relatório | Placar por quarto: 22–15, 28–24, 29–18, 23–19 |        |                                                                                    |  | Stade Pierre-Mauroy, Lille Público: 13 040 Árbitros: ESP Luis Castillo NOR Viola Györgyi KAZ Yevgeniy Mikheyev |  |
| 29 de julho de 2024 21:00 | Relatório | Pts: Wilson 24 Rbts: Wilson 13 Asts: Gray 13  |        | Pts: Takada 24 Rbts: Akaho, Hayashi, Machida, Yamamoto 3 Asts: Machida, Yamamoto 5 |  | Stade Pierre-Mauroy, Lille Público: 13 040 Árbitros: ESP Luis Castillo NOR Viola Györgyi KAZ Yevgeniy Mikheyev |  |

| 1 de agosto de 2024 21:00 | Relatório | Bélgica                                                     | 74–87 | Estados Unidos                                  |  | Stade Pierre-Mauroy, Lille Público: 25 044 Árbitros: POL Wojciech Liszka ESP Luis Castillo ESP Ariadna Chueca |  |
| 1 de agosto de 2024 21:00 | Relatório | Placar por quarto: 23–23, 15–23, 15–14, 21–27               |       |                                                 |  | Stade Pierre-Mauroy, Lille Público: 25 044 Árbitros: POL Wojciech Liszka ESP Luis Castillo ESP Ariadna Chueca |  |
| 1 de agosto de 2024 21:00 | Relatório | Pts: Meesseman 24 Rbts: Delaere, Linskens 5 Asts: Delaere 8 |       | Pts: Stewart 26 Rbts: Wilson 13 Asts: Ionescu 5 |  | Stade Pierre-Mauroy, Lille Público: 25 044 Árbitros: POL Wojciech Liszka ESP Luis Castillo ESP Ariadna Chueca |  |

| 4 de agosto de 2024 17:15 | Relatório | Alemanha                                                | 68–87 | Estados Unidos                                              |  | Stade Pierre-Mauroy, Lille Público: 25 844 Árbitros: PAN Julio Anaya LAT Gatis Saliņš NOR Viola Györgyi |  |
| 4 de agosto de 2024 17:15 | Relatório | Placar por quarto: 19–16, 10–25, 17–28, 22–18           |       |                                                             |  | Stade Pierre-Mauroy, Lille Público: 25 844 Árbitros: PAN Julio Anaya LAT Gatis Saliņš NOR Viola Györgyi |  |
| 4 de agosto de 2024 17:15 | Relatório | Pts: S. Sabally 15 Rbts: Geiselsöder 8 Asts: Peterson 4 |       | Pts: Young 19 Rbts: Collier 7 Asts: Ionescu, Plum, Thomas 5 |  | Stade Pierre-Mauroy, Lille Público: 25 844 Árbitros: PAN Julio Anaya LAT Gatis Saliņš NOR Viola Györgyi |  |

Quartas de final
| 7 de agosto de 2024 21:30 | Relatório | Nigéria                                                 | 74–88 | Estados Unidos                                |  | Bercy Arena, Paris Público: 12 437 Árbitros: NOR Viola Györgyi ARG Juan Fernández MAD Yann Davidson |  |
| 7 de agosto de 2024 21:30 | Relatório | Placar por quarto: 17–26, 16–26, 15–24, 26–12           |       |                                               |  | Bercy Arena, Paris Público: 12 437 Árbitros: NOR Viola Györgyi ARG Juan Fernández MAD Yann Davidson |  |
| 7 de agosto de 2024 21:30 | Relatório | Pts: Amukamara 19 Rbts: Kunaiyi-Akpannah 8 Asts: Kalu 7 |       | Pts: Wilson 20 Rbts: Wilson 11 Asts: Thomas 6 |  | Bercy Arena, Paris Público: 12 437 Árbitros: NOR Viola Györgyi ARG Juan Fernández MAD Yann Davidson |  |

Semifinal
| 9 de agosto de 2024 17:30 | Relatório | Estados Unidos                                            | 85–64 | Austrália                                                            |  | Bercy Arena, Paris Público: 11 919 Árbitros: LAT Gatis Saliņš NOR Viola Györgyi HUN Péter Praksch |  |
| 9 de agosto de 2024 17:30 | Relatório | Placar por quarto: 20–16, 25–11, 21–13, 19–24             |       |                                                                      |  | Bercy Arena, Paris Público: 11 919 Árbitros: LAT Gatis Saliņš NOR Viola Györgyi HUN Péter Praksch |  |
| 9 de agosto de 2024 17:30 | Relatório | Pts: Young 14 Rbts: Wilson 8 Asts: Gray, Stewart, Young 5 |       | Pts: Borlase 11 Rbts: Smith 7 Asts: George, Wallace, Sami Whitcomb 3 |  | Bercy Arena, Paris Público: 11 919 Árbitros: LAT Gatis Saliņš NOR Viola Györgyi HUN Péter Praksch |  |

Final
| 11 de agosto de 2024 15:30 | Relatório | França                                            | 66–67 | Estados Unidos                                    |  | Bercy Arena, Paris Público: 12 126 Árbitros: SLO Boris Krejić NOR Viola Györgyi CRO Martin Vulić |  |
| 11 de agosto de 2024 15:30 | Relatório | Placar por quarto: 9–15, 16–10, 18–20, 23–22      |       |                                                   |  | Bercy Arena, Paris Público: 12 126 Árbitros: SLO Boris Krejić NOR Viola Györgyi CRO Martin Vulić |  |
| 11 de agosto de 2024 15:30 | Relatório | Pts: Williams 19 Rbts: Williams 7 Asts: Badiane 3 |       | Pts: Wilson 21 Rbts: Wilson 13 Asts: Gray, Plum 4 |  | Bercy Arena, Paris Público: 12 126 Árbitros: SLO Boris Krejić NOR Viola Györgyi CRO Martin Vulić |  |

#### 3×3
Masculino
A seleção nacional 3x3 masculina dos Estados Unidos se classificou para as Olimpíadas por ser uma das três melhores equipes no ranking mundial.
Elenco
A delegação foi composta de quatro jogadores:
- Canyon Barry
- Jimmer Fredette
- Kareem Maddox
- Dylan Travis

Fase de grupos
|  | Equipes classificadas às semifinais |
|  | Equipes classificadas ao play-in    |

| Pos. | Equipe         | J | V  | D | PF  | PC  | Dif |
| ---- | -------------- | - | -- | - | --- | --- | --- |
| 1    | Letônia        | 7 | 7  | 0 | 147 | 103 | +44 |
| 2    | Países Baixos  | 7 | 5  | 2 | 133 | 112 | +21 |
| 3    | Lituânia       | 7 | 4† | 3 | 134 | 125 | +9  |
| 4    | Sérvia         | 7 | 4† | 3 | 129 | 123 | +6  |
| 5    | França         | 7 | 3  | 4 | 131 | 132 | –1  |
| 6    | Polônia        | 7 | 2‡ | 5 | 116 | 139 | –23 |
| 7    | Estados Unidos | 7 | 2‡ | 5 | 116 | 138 | –22 |
| 8    | China          | 7 | 1  | 6 | 107 | 141 | –34 |

Regras para classificação: 1) Vitórias; 2) Confronto direto; 3) Pontos marcados.
†Lituânia 20–18 Sérvia

‡Estados Unidos 17–19 Polônia
| 30 julho 2024 22:35 | Relatório | Sérvia           | 22–14 | Estados Unidos |  | Praça da Concórdia, Paris Árbitros: ROU Vlad Ghizdareanu HKG Edmond Ho |  |
| 30 julho 2024 22:35 | Relatório | Pts: Branković 8 |       | Pts: Maddox 6  |  | Praça da Concórdia, Paris Árbitros: ROU Vlad Ghizdareanu HKG Edmond Ho |  |

| 31 julho 2024 22:35 | Relatório | Estados Unidos       | 17–19 | Polônia        |  | Praça da Concórdia, Paris Árbitros: SRB Jasmina Juras ROU Vlad Ghizdareanu |  |
| 31 julho 2024 22:35 | Relatório | Pts: Barry, Travis 6 |       | Pts: Bogucki 7 |  | Praça da Concórdia, Paris Árbitros: SRB Jasmina Juras ROU Vlad Ghizdareanu |  |

| 1 agosto 2024 19:05 | Relatório | Estados Unidos | 18–20 | Lituânia       |  | Praça da Concórdia, Paris Árbitros: HKG Edmond Ho FRA Najib Chajiddine |  |
| 1 agosto 2024 19:05 | Relatório | Pts: Barry 9   |       | Pts: Pukelis 7 |  | Praça da Concórdia, Paris Árbitros: HKG Edmond Ho FRA Najib Chajiddine |  |

| 1 agosto 2024 23:05 | Relatório | Estados Unidos | 19–21 | Letônia        |  | Praça da Concórdia, Paris Árbitros: FRA Najib Chajiddine ROU Vlad Ghizdareanu |  |
| 1 agosto 2024 23:05 | Relatório | Pts: Barry 10  |       | Pts: Miezis 10 |  | Praça da Concórdia, Paris Árbitros: FRA Najib Chajiddine ROU Vlad Ghizdareanu |  |

| 2 agosto 2024 18:35 | Relatório | França         | 19–21 | Estados Unidos |  | Praça da Concórdia, Paris Árbitros: CHN Shi Qirong HKG Edmond Ho |  |
| 2 agosto 2024 18:35 | Relatório | Pts: Seguela 7 |       | Pts: Barry 16  |  | Praça da Concórdia, Paris Árbitros: CHN Shi Qirong HKG Edmond Ho |  |

| 2 agosto 2024 22:35 | Relatório | China       | 17–21 | Estados Unidos |  | Praça da Concórdia, Paris Árbitros: KOR Kim Ga-in ROU Vlad Ghizdareanu |  |
| 2 agosto 2024 22:35 | Relatório | Pts: Zhao 9 |       | Pts: Barry 14  |  | Praça da Concórdia, Paris Árbitros: KOR Kim Ga-in ROU Vlad Ghizdareanu |  |

| 4 agosto 2024 19:05 | Relatório | Estados Unidos               | 6–21 | Países Baixos   |  | Praça da Concórdia, Paris Árbitros: HKG Edmond Ho SRB Jasmina Juras |  |
| 4 agosto 2024 19:05 | Relatório | Pts: Barry, Maddox, Travis 2 |      | Pts: De Jong 11 |  | Praça da Concórdia, Paris Árbitros: HKG Edmond Ho SRB Jasmina Juras |  |

Feminino
A seleção nacional 3x3 feminina dos Estados Unidos se classificou para as Olimpíadas por ser uma das três melhores equipes no ranking mundial.
Elenco
A delegação foi composta de quatro jogadoras:
- Cierra Burdick
- Dearica Hamby
- Rhyne Howard
- Hailey Van Lith

Fase de grupos
|  | Equipes classificadas às semifinais |
|  | Equipes classificadas ao play-in    |

| Pos. | Equipe         | J | V  | D | PF  | PC  | Dif |
| ---- | -------------- | - | -- | - | --- | --- | --- |
| 1    | Alemanha       | 7 | 6  | 1 | 117 | 100 | +17 |
| 2    | Espanha        | 7 | 4† | 3 | 115 | 114 | +1  |
| 3    | Estados Unidos | 7 | 4† | 3 | 108 | 109 | –1  |
| 4    | Canadá         | 7 | 4† | 3 | 129 | 112 | +17 |
| 5    | Austrália      | 7 | 4† | 3 | 127 | 122 | +5  |
| 6    | China          | 7 | 2‡ | 5 | 107 | 123 | –16 |
| 7    | Azerbaijão     | 7 | 2‡ | 5 | 106 | 123 | –17 |
| 8    | França         | 7 | 2‡ | 6 | 99  | 105 | –6  |

Regras para classificação: 1) Vitórias; 2) Confronto direto; 3) Pontos marcados.
| 30 julho 2024 17:30 | Relatório | Alemanha                    | 17–13 | Estados Unidos  |  | Praça da Concórdia, Paris Árbitros: SUI Markos Michaelides KOR Kim Ga-in |  |
| 30 julho 2024 17:30 | Relatório | Pts: Greinacher, Reichert 5 |       | Pts: Van Lith 6 |  | Praça da Concórdia, Paris Árbitros: SUI Markos Michaelides KOR Kim Ga-in |  |

| 31 julho 2024 21:30 | Relatório | Estados Unidos | 17–20 | Azerbaijão    |  | Praça da Concórdia, Paris Árbitros: SRB Jasmina Juras KOR Kim Ga-in |  |
| 31 julho 2024 21:30 | Relatório | Pts: Hamby 7   |       | Pts: Hayes 11 |  | Praça da Concórdia, Paris Árbitros: SRB Jasmina Juras KOR Kim Ga-in |  |

| 1 agosto 2024 13:00 | Relatório | Estados Unidos | 15–17 | Austrália     |  | Praça da Concórdia, Paris Árbitros: HUN Brigitta Csabai-Kaskötő SRB Jasmina Juras |  |
| 1 agosto 2024 13:00 | Relatório | Pts: Howard 8  |       | Pts: Wilson 8 |  | Praça da Concórdia, Paris Árbitros: HUN Brigitta Csabai-Kaskötő SRB Jasmina Juras |  |

| 1 agosto 2024 21:30 | Relatório | Espanha       | 11–17 | Estados Unidos          |  | Praça da Concórdia, Paris Árbitros: CHN Shi Qirong POL Marek Maliszewski |  |
| 1 agosto 2024 21:30 | Relatório | Pts: Gimeno 5 |       | Pts: Howard, Van Lith 5 |  | Praça da Concórdia, Paris Árbitros: CHN Shi Qirong POL Marek Maliszewski |  |

| 2 agosto 2024 13:00 | Relatório | Estados Unidos                  | 14–13 | França       |  | Praça da Concórdia, Paris Árbitros: HUN Brigitta Csabai-Kaskötő POL Marek Maliszewski |  |
| 2 agosto 2024 13:00 | Relatório | Pts: Burdick, Hamby, Van Lith 4 |       | Pts: Guapo 5 |  | Praça da Concórdia, Paris Árbitros: HUN Brigitta Csabai-Kaskötő POL Marek Maliszewski |  |

| 2 agosto 2024 18:00 | Relatório | Estados Unidos | 18–17 (pro) | Canadá             |  | Praça da Concórdia, Paris Árbitros: KOR Kim Ga-in FRA Najib Chajiddine |  |
| 2 agosto 2024 18:00 | Relatório | Pts: Howard 7  |             | Pts: K. Plouffe 10 |  | Praça da Concórdia, Paris Árbitros: KOR Kim Ga-in FRA Najib Chajiddine |  |

| 3 agosto 2024 19:05 | Relatório | China             | 12–14 | Estados Unidos  |  | Praça da Concórdia, Paris Árbitros: SUI Markos Michaelides ROU Vlad Ghizdareanu |  |
| 3 agosto 2024 19:05 | Relatório | Pts: Wan, Zhang 4 |       | Pts: Van Lith 6 |  | Praça da Concórdia, Paris Árbitros: SUI Markos Michaelides ROU Vlad Ghizdareanu |  |

Play-in
| 3 agosto 2024 22:05 | Relatório | Estados Unidos | 21–13 | China            |  | Praça da Concórdia, Paris Árbitros: SUI Markos Michaelides KOR Kim Ga-in |  |
| 3 agosto 2024 22:05 | Relatório | Pts: Hamby 9   |       | Pts: Chen, Wan 4 |  | Praça da Concórdia, Paris Árbitros: SUI Markos Michaelides KOR Kim Ga-in |  |

Semifinal
| 5 agosto 2024 17:30 | Relatório | Espanha           | 18–16 (pro) | Estados Unidos  |  | Praça da Concórdia, Paris Árbitros: CHN Shi Qirong POL Marek Maliszewski |  |
| 5 agosto 2024 17:30 | Relatório | Pts: Ygueravide 9 |             | Pts: Van Lith 8 |  | Praça da Concórdia, Paris Árbitros: CHN Shi Qirong POL Marek Maliszewski |  |

Disputa pelo bronze
| 5 agosto 2024 21:00 | Relatório | Canadá            | 13–16 | Estados Unidos  |  | Praça da Concórdia, Paris Árbitros: FRA Najib Chajiddine CHN Shi Qirong |  |
| 5 agosto 2024 21:00 | Relatório | Pts: K. Plouffe 5 |       | Pts: Van Lith 6 |  | Praça da Concórdia, Paris Árbitros: FRA Najib Chajiddine CHN Shi Qirong |  |

### Ciclismo

#### Estrada
Os Estados Unidos classificaram uma equipe de seis ciclistas de estrada por meio do ranking de nações da União Ciclística Internacional (UCI) e pelo Campeonato Mundial de 2023 em Glasgow, Escócia.
Masculino
| Atleta           | Evento             | Tempo    | Pos. |
| ---------------- | ------------------ | -------- | ---- |
| Matteo Jorgenson | Corrida em estrada | 6:20:50  | 9    |
| Brandon McNulty  | Corrida em estrada | 6:21:54  | 24   |
| Magnus Sheffield | Corrida em estrada | 6:26:57  | 42   |
| Brandon McNulty  | Contrarrelógio     | 37:16.60 | 5    |
| Magnus Sheffield | Contrarrelógio     | 38:05.24 | 16   |

Feminino
| Atleta           | Evento             | Tempo    | Pos.              |
| ---------------- | ------------------ | -------- | ----------------- |
| Chloé Dygert     | Corrida em estrada | 4:03:03  | 15                |
| Kristen Faulkner | Corrida em estrada | 3:59:23  | Medalha de ouro   |
| Chloé Dygert     | Contrarrelógio     | 41:10.70 | Medalha de bronze |
| Taylor Knibb     | Contrarrelógio     | 43:03.46 | 19                |

#### Pista
Os Estados Unidos qualificaram seis ciclistas de pista por meio do ranking olímpico de pista da UCI entre 2022 e 2024.
Perseguição
| Atleta                                                       | Evento   | Qualificação | Qualificação | Semifinal                            | Final / DB                            | Final / DB      |
| Atleta                                                       | Evento   | Tempo        | Pos.         | Adversário Resultado                 | Adversário Resultado                  | Pos.            |
| ------------------------------------------------------------ | -------- | ------------ | ------------ | ------------------------------------ | ------------------------------------- | --------------- |
| Chloé Dygert Kristen Faulkner Jennifer Valente Lily Williams | Feminino | 4:05.238     | 2 Q          | GBR Grã-Bretanha V 4:04.629–4:04.908 | NZL Nova Zelândia V 4:04.306–4:04.927 | Medalha de ouro |

Omnium
| Atleta           | Evento    | Scratch | Scratch | Tempo  | Tempo | Tempo | Eliminação | Eliminação | Pontos | Pontos | Total | Total           |
| Atleta           | Evento    | Pos.    | OP      | Pontos | Pos.  | OP    | Pos.       | OP         | Pontos | Pos.   | OP    | Pos.            |
| ---------------- | --------- | ------- | ------- | ------ | ----- | ----- | ---------- | ---------- | ------ | ------ | ----- | --------------- |
| Grant Koontz     | Masculino | 15      | 12      | 21     | 9     | 24    | 18         | 6          | 0      | 6      | 42    | 16              |
| Jennifer Valente | Feminino  | 1       | 40      | 9      | 2     | 38    | 1          | 40         | 26     | 18     | 144   | Medalha de ouro |

Madison
| Atleta                         | Evento   | Pontos | Pos. |
| ------------------------------ | -------- | ------ | ---- |
| Jennifer Valente Lily Williams | Feminino | 18     | 4    |

#### Mountain bike
Ciclistas de montanha estadunidenses garantiram duas vagas masculinas e duas femininas no cross-country ao liderar a qualificação no Campeonato Pan-Americano de 2023 em Congonhas, Brasil, e com base nos pontos obtidos pelo ranking bienal de Qualificação Olímpica da UCI.
Cross-country
| Atleta              | Evento    | Tempo   | Pos.             |
| ------------------- | --------- | ------- | ---------------- |
| Riley Amos          | Masculino | 1:28:08 | 7                |
| Christopher Blevins | Masculino | 1:29:06 | 13               |
| Haley Batten        | Feminino  | 1:28:59 | Medalha de prata |
| Savilia Blunk       | Feminino  | 1:31:52 | 12               |

#### BMX
Estilo livre
Ciclistas dos Estados Unidos receberam uma vaga única cada no BMX estilo livre masculino e feminino para Paris 2024, ao terminar entre os dois primeiros no Campeonato Mundial de Ciclismo Urbano UCI 2022 em Abu Dhabi, Emirados Árabes Unidos.
| Atleta             | Evento    | Qualificação | Qualificação | Final  | Final            |
| Atleta             | Evento    | Pontos       | Pos.         | Pontos | Pos.             |
| ------------------ | --------- | ------------ | ------------ | ------ | ---------------- |
| Marcus Christopher | Masculino | 89.48        | 2 Q          | 93.11  | 4                |
| Justin Dowell      | Masculino | 89.07        | 4 Q          | 88.35  | 7                |
| Perris Benegas     | Feminino  | 85.44        | 4 Q          | 90.70  | Medalha de prata |
| Hannah Roberts     | Feminino  | 91.45        | 1 Q          | 70.00  | 8                |

Corrida
Ciclistas dos Estados Unidos receberam cinco vagas (duas masculinas e três femininas) ao liderar o grupo de nações que disputaram o Campeonato Pan-Americano de 2023 em Riobamba, Equador, e no Campeonato Mundial de BMX da UCI de 2024, bem como na classificação final olímpica de BMX.
| Atleta           | Evento    | Quartas | Quartas | Última chance | Última chance | Semifinal   | Semifinal   | Final       | Final       |
| Atleta           | Evento    | Pontos  | Pos.    | Tempo         | Pos.          | Pontos      | Pos.        | Tempo       | Pos.        |
| ---------------- | --------- | ------- | ------- | ------------- | ------------- | ----------- | ----------- | ----------- | ----------- |
| Kamren Larsen    | Masculino | 7       | 4 Q     | Bye           | Bye           | 19          | 14          | Não avançou | Não avançou |
| Cameron Wood     | Masculino | 7       | 5 Q     | Bye           | Bye           | 11          | 7 Q         | 32.446      | 5           |
| Felicia Stancil  | Feminino  | 20      | 22      | Não avançou   | Não avançou   | Não avançou | Não avançou | Não avançou | Não avançou |
| Daleny Vaughn    | Feminino  | 8       | 7 Q     | Bye           | Bye           | 16          | 11          | Não avançou | Não avançou |
| Alise Willoughby | Feminino  | 3       | 3 Q     | Bye           | Bye           | 11          | 5 Q         | 36.171      | 6           |

### Futebol
Masculino
Pela primeira vez desde 2008, a Seleção Masculina de Futebol dos Estados Unidos se classificou as Olimpíadas ao avançar para a final do Campeonato Sub-20 da CONCACAF de 2022, em Honduras.
Elenco
A delegação foi composta de 19 jogadores:
- Patrick Schulte
- Nathan Harriel
- Walker Zimmerman
- Maximilian Dietz
- John Tolkin
- Gianluca Busio
- Kevin Paredes
- Tanner Tessmann
- Griffin Yow
- Taylor Booth
- Paxten Aaronson
- Miles Robinson
- Duncan McGuire
- Djordje Mihailovic
- Benjamin Cremaschi
- Jack McGlynn
- Caleb Wiley
- Gabriel Slonina
- Josh Atencio

Fase de grupos
| Pos | Equipe         | Pts | J | V | E | D | GP | GC | SG | Classificado     |
| --- | -------------- | --- | - | - | - | - | -- | -- | -- | ---------------- |
| 1   | França         | 9   | 3 | 3 | 0 | 0 | 7  | 0  | +7 | Quartas de final |
| 2   | Estados Unidos | 6   | 3 | 2 | 0 | 1 | 7  | 4  | +3 | Quartas de final |
| 3   | Nova Zelândia  | 3   | 3 | 1 | 0 | 2 | 3  | 8  | −5 |                  |
| 4   | Guiné          | 0   | 3 | 0 | 0 | 3 | 1  | 6  | −5 |                  |

| 24 de julho | França                               | 3 – 0     | Estados Unidos | Stade de Marseille, Marselha             |
| 21:00       | Lacazette 61' · Olise 69' · Badé 85' | Relatório |                | Público: 48 721 Árbitro: ARG Yael Falcón |

| 27 de julho | Nova Zelândia | 1 – 4     | Estados Unidos                                                   | Stade de Marseille, Marselha             |
| 19:00       | Randall 78'   | Relatório | Mihailovic 10' (pen.) · Zimmerman 12' · Busio 30' · Aaronson 58' | Público: 9 468 Árbitro: SWE Glenn Nyberg |

| 30 de julho | Estados Unidos                    | 3 – 0     | Guiné | Stade Geoffroy-Guichard, Saint-Étienne    |
| 19:00       | Mihailovic 14' · Paredes 31', 75' | Relatório |       | Público: 6 245 Árbitro: SWE Tess Olofsson |

Quartas de final
| 2 de agosto | Marrocos                                                              | 4 – 0     | Estados Unidos | Parc des Princes, Paris                  |
| 15:00       | Rahimi 29' (pen.) · Akhomach 63' · Hakimi 70' · Maouhoub 90+1' (pen.) | Relatório |                | Público: 42 868 Árbitro: ARG Yael Falcón |

Feminino
A Seleção Feminina de Futebol dos Estados Unidos se classificou as Olimpíadas ao vencer a final contra o Canadá no Campeonato CONCACAF W de 2022, no México.
Elenco
A delegação foi composta de 20 jogadoras:
- Alyssa Naeher
- Emily Fox
- Korbin Albert
- Naomi Girma
- Trinity Rodman
- Casey Krueger
- Crystal Dunn
- Lynn Williams
- Mallory Swanson
- Lindsey Horan
- Sophia Smith
- Tierna Davidson
- Jenna Nighswonger
- Emily Sonnett
- Jaedyn Shaw
- Rose Lavelle
- Sam Coffey
- Casey Murphy
- Croix Bethune
- Emily Sams

Fase de grupos
| Pos | Equipe         | Pts | J | V | E | D | GP | GC | SG | Classificado     |
| --- | -------------- | --- | - | - | - | - | -- | -- | -- | ---------------- |
| 1   | Estados Unidos | 9   | 3 | 3 | 0 | 0 | 9  | 2  | +7 | Quartas de final |
| 2   | Alemanha       | 6   | 3 | 2 | 0 | 1 | 8  | 5  | +3 | Quartas de final |
| 3   | Austrália      | 3   | 3 | 1 | 0 | 2 | 7  | 10 | −3 |                  |
| 4   | Zâmbia         | 0   | 3 | 0 | 0 | 3 | 6  | 13 | −7 |                  |

| 25 de julho | Estados Unidos                | 3 – 0     | Zâmbia | Stade de Nice, Nice                      |
| 21:00       | Rodman 17' · Swanson 24', 25' | Relatório |        | Público: 5 550 Árbitro: BRA Ramon Abatti |

| 28 de julho | Estados Unidos                              | 4 – 1     | Alemanha  | Stade de Marseille, Marselha             |
| 21:00       | Smith 11', 44' · Swanson 26' · Williams 89' | Relatório | Gwinn 22' | Público: 12 845 Árbitro: ARG Yael Falcón |

| 31 de julho | Austrália     | 1 – 2     | Estados Unidos          | Stade de Marseille, Marselha                   |
| 19:00       | Kennedy 90+2' | Relatório | Rodman 43' · Albert 77' | Público: 13 036 Árbitro: FRA François Letexier |

Quartas de final
| 3 de agosto | Estados Unidos | 1 – 0 (pro) | Japão | Parc des Princes, Paris                    |
| 15:00       | Rodman 105+2'  | Relatório   |       | Público: 43 004 Árbitro: SWE Tess Olofsson |

Semifinal
| 6 de agosto | Estados Unidos | 1 – 0 (pro) | Alemanha | Stade de Lyon, Décines-Charpieu               |
| 18:00       | Smith 95'      | Relatório   |          | Público: 11 716 Árbitro: MAR Bouchra Karboubi |

Final
| 10 de agosto | Brasil | 0 – 1     | Estados Unidos | Parc des Princes, Paris                    |
| 17:00        |        | Relatório | Swanson 57'    | Público: 43 813 Árbitro: SWE Tess Olofsson |

### Ginástica

#### Artística
Os Estados Unidos conquistaram na disputa por equipes, cinco vagas de ginastas femininas para Paris após vencerem a medalha de ouro no Campeonato Mundial de 2022 em Liverpool, Inglaterra. Já entre os homens, cinco ginastas se classificaram para Paris por terem ficado entre os nove primeiros no geral por equipes no Campeonato Mundial de 2023, em Antuérpia, Bélgica.
Masculino
Equipe
| Atleta             | Evento  | Qualificação | Qualificação | Qualificação | Qualificação | Qualificação | Qualificação | Qualificação | Qualificação | Final    | Final    | Final    | Final    | Final    | Final    | Final   | Final             |
| Atleta             | Evento  | Aparelho     | Aparelho     | Aparelho     | Aparelho     | Aparelho     | Aparelho     | Total        | Pos.         | Aparelho | Aparelho | Aparelho | Aparelho | Aparelho | Aparelho | Total   | Pos.              |
| Atleta             | Evento  | F            | PH           | R            | V            | PB           | HB           | Total        | Pos.         | F        | PH       | R        | V        | PB       | HB       | Total   | Pos.              |
| ------------------ | ------- | ------------ | ------------ | ------------ | ------------ | ------------ | ------------ | ------------ | ------------ | -------- | -------- | -------- | -------- | -------- | -------- | ------- | ----------------- |
| Asher Hong         | Equipes | 14.100       | —            | 14.633       | 14.700       | 14.300       | 12.600       | —            | —            | 14.133   | —        | 14.533   | 14.833   | 14.400   | —        | —       | —                 |
| Paul Juda          | Equipes | 13.966       | 13.600       | 13.400       | 14.533       | 14.033       | 13.333       | 82.865       | 13 Q         | 14.200   | 13.900   | —        | 14.666   | —        | 13.366   | —       | —                 |
| Brody Malone       | Equipes | 12.666       | 12.100       | 14.233       | 13.833       | 14.533       | 12.233       | 79.598       | 30           | —        | 13.700   | 14.166   | 14.533   | 14.433   | 14.166   | —       | —                 |
| Stephen Nedoroscik | Equipes | —            | 15.200 Q     | —            | —            | —            | —            | —            | —            | —        | 14.866   | —        | —        | —        | —        | —       | —                 |
| Fred Richard       | Equipes | 13.833       | 13.633       | 13.500       | 13.933       | 14.433       | 14.166       | 83.498       | 10 Q         | 14.466   | —        | 14.033   | —        | 14.566   | 14.833   | —       | —                 |
| Total              | Equipes | 41.899       | 42.433       | 42.366       | 43.166       | 43.266       | 40.099       | 253.229      | 5 Q          | 42.799   | 42.466   | 42.732   | 44.032   | 43.399   | 42.365   | 257.793 | Medalha de bronze |

Individual
| Atleta             | Evento           | Qualificação              | Qualificação              | Qualificação              | Qualificação              | Qualificação              | Qualificação              | Qualificação              | Qualificação              | Final    | Final    | Final    | Final    | Final    | Final    | Final  | Final             |
| Atleta             | Evento           | Aparelho                  | Aparelho                  | Aparelho                  | Aparelho                  | Aparelho                  | Aparelho                  | Total                     | Pos.                      | Aparelho | Aparelho | Aparelho | Aparelho | Aparelho | Aparelho | Total  | Pos.              |
| Atleta             | Evento           | F                         | PH                        | R                         | V                         | PB                        | HB                        | Total                     | Pos.                      | F        | PH       | R        | V        | PB       | HB       | Total  | Pos.              |
| ------------------ | ---------------- | ------------------------- | ------------------------- | ------------------------- | ------------------------- | ------------------------- | ------------------------- | ------------------------- | ------------------------- | -------- | -------- | -------- | -------- | -------- | -------- | ------ | ----------------- |
| Paul Juda          | Individual geral | ver resultados por equipe | ver resultados por equipe | ver resultados por equipe | ver resultados por equipe | ver resultados por equipe | ver resultados por equipe | ver resultados por equipe | ver resultados por equipe | 13.533   | 13.866   | 13.433   | 13.733   | 13.866   | 13.766   | 82.197 | 14                |
| Fred Richard       | Individual geral | ver resultados por equipe | ver resultados por equipe | ver resultados por equipe | ver resultados por equipe | ver resultados por equipe | ver resultados por equipe | ver resultados por equipe | ver resultados por equipe | 13.200   | 12.733   | 13.600   | 14.100   | 14.133   | 14.400   | 82.166 | 15                |
| Stephen Nedoroscik | Cavalo com alças | —                         | 15.200                    | —                         | —                         | —                         | —                         | 15.200                    | 2 Q                       | —        | 15.300   | —        | —        | —        | —        | 15.300 | Medalha de bronze |

Feminino
Equipe
| Atleta        | Evento  | Qualificação | Qualificação | Qualificação | Qualificação | Qualificação | Qualificação | Final    | Final    | Final    | Final    | Final   | Final           |
| Atleta        | Evento  | Aparelho     | Aparelho     | Aparelho     | Aparelho     | Total        | Pos.         | Aparelho | Aparelho | Aparelho | Aparelho | Total   | Pos.            |
| Atleta        | Evento  | V            | UB           | BB           | F            | Total        | Pos.         | V        | UB       | BB       | F        | Total   | Pos.            |
| ------------- | ------- | ------------ | ------------ | ------------ | ------------ | ------------ | ------------ | -------- | -------- | -------- | -------- | ------- | --------------- |
| Simone Biles  | Equipes | 15.800 Q     | 14.433       | 14.733 Q     | 14.600 Q     | 59.566       | 1 Q          | 14.900   | 14.400   | 14.366   | 14.666   | —       | —               |
| Jade Carey    | Equipes | 14.666 Q     | —            | —            | 10.633       | —            | —            | 14.800   | —        | —        | —        | —       | —               |
| Jordan Chiles | Equipes | 14.333       | 14.266       | 13.600       | 13.866 Q     | 56.065       | 4            | 14.400   | 14.366   | 12.733   | 13.966   | —       | —               |
| Sunisa Lee    | Equipes | 14.133       | 14.866 Q     | 14.033 Q     | 13.100       | 56.132       | 3 Q          | —        | 14.566   | 14.600   | 13.533   | —       | —               |
| Hezly Rivera  | Equipes | —            | 13.900       | 12.633       | —            | —            | —            | —        | —        | —        | —        | —       | —               |
| Total         | Equipes | 44.799       | 43.565       | 42.366       | 41.566       | 172.296      | 1 Q          | 44.100   | 43.332   | 41.699   | 42.165   | 171.296 | Medalha de ouro |

Individual
| Atleta        | Evento              | Qualificação              | Qualificação              | Qualificação              | Qualificação              | Qualificação              | Qualificação              | Final    | Final    | Final    | Final    | Final  | Final             |
| Atleta        | Evento              | Aparelho                  | Aparelho                  | Aparelho                  | Aparelho                  | Total                     | Pos.                      | Aparelho | Aparelho | Aparelho | Aparelho | Total  | Pos.              |
| Atleta        | Evento              | V                         | UB                        | BB                        | F                         | Total                     | Pos.                      | V        | UB       | BB       | F        | Total  | Pos.              |
| ------------- | ------------------- | ------------------------- | ------------------------- | ------------------------- | ------------------------- | ------------------------- | ------------------------- | -------- | -------- | -------- | -------- | ------ | ----------------- |
| Simone Biles  | Individual geral    | ver resultados por equipe | ver resultados por equipe | ver resultados por equipe | ver resultados por equipe | ver resultados por equipe | ver resultados por equipe | 15.766   | 13.733   | 14.566   | 15.066   | 59.131 | Medalha de ouro   |
| Sunisa Lee    | Individual geral    | ver resultados por equipe | ver resultados por equipe | ver resultados por equipe | ver resultados por equipe | ver resultados por equipe | ver resultados por equipe | 13.933   | 14.866   | 14.000   | 13.666   | 56.465 | Medalha de bronze |
| Simone Biles  | Salto               | 15.300                    | —                         | —                         | —                         | 15.300                    | 1 Q                       | 15.300   | —        | —        | —        | 15.300 | Medalha de ouro   |
| Jade Carey    | Salto               | 14.433                    | —                         | —                         | —                         | 14.433                    | 3 Q                       | 14.466   | —        | —        | —        | 14.466 | Medalha de bronze |
| Sunisa Lee    | Barras assimétricas | —                         | 14.866                    | —                         | —                         | 14.866                    | 3 Q                       | —        | 14.800   | —        | —        | 14.800 | Medalha de bronze |
| Simone Biles  | Trave               | —                         | —                         | 14.733                    | —                         | 14.733                    | 2 Q                       | —        | —        | 13.100   | —        | 13.100 | 5                 |
| Sunisa Lee    | Trave               | —                         | —                         | 14.033                    | —                         | 14.033                    | 4 Q                       | —        | —        | 13.100   | —        | 13.100 | 6                 |
| Simone Biles  | Solo                | —                         | —                         | —                         | 14.600                    | 14.600                    | 1 Q                       | —        | —        | —        | 14.133   | 14.133 | Medalha de prata  |
| Jordan Chiles | Solo                | —                         | —                         | —                         | 13.866                    | 13.866                    | 3 Q                       | —        | —        | —        | 13.666   | 13.666 | 5                 |

#### Rítmica
Os Estados Unidos garantiram uma cota de vaga no evento individual em virtude dos resultados do país nos Jogos Pan-Americanos de 2023 em Santiago, Chile.
| Atleta          | Evento     | Qualificação | Qualificação | Qualificação | Qualificação | Qualificação | Qualificação | Final       | Final       | Final       | Final       | Final       | Final       |
| Atleta          | Evento     | Arco         | Bola         | Maças        | Fita         | Total        | Pos.         | Arco        | Bola        | Maças       | Fita        | Total       | Pos.        |
| --------------- | ---------- | ------------ | ------------ | ------------ | ------------ | ------------ | ------------ | ----------- | ----------- | ----------- | ----------- | ----------- | ----------- |
| Evita Griskenas | Individual | 30.500       | 31.200       | 27.550       | 29.250       | 118.500      | 18           | Não avançou | Não avançou | Não avançou | Não avançou | Não avançou | Não avançou |

#### Trampolim
Os Estados Unidos classificaram dois ginastas, um para a competição feminina ao terminar entre as oito primeiras no Campeonato Mundial de 2023, em Birmingham, Inglaterra, e um para a competição masculina por meio da classificação final da Copa do Mundo de 2023–24.
| Atleta           | Evento               | Qualificação | Qualificação | Final       | Final       |
| Atleta           | Evento               | Total        | Pos.         | Total       | Pos.        |
| ---------------- | -------------------- | ------------ | ------------ | ----------- | ----------- |
| Aliaksei Shostak | Individual masculino | 57.350       | 10           | Não avançou | Não avançou |
| Jessica Stevens  | Individual feminino  | 53.170       | 13           | Não avançou | Não avançou |

### Hipismo
Os ginetes dos Estados Unidos conquistaram uma cota completa, cada um em suas respectivas modalidades, ao terminar entre os seis primeiros no adestramento por equipes no Campeonato Mundial de 2022 em Herning, Dinamarca, entre os sete primeiros no Mundial de CCE no mesmo ano em Pratoni del Vivaro, Itália, e entre os três primeiros na competição de saltos dos Jogos Pan-Americanos de 2023 em Santiago, Chile.

#### Adestramento
| Atleta                                    | Cavalo       | Evento     | Grand Prix | Grand Prix | Grand Prix Special | Grand Prix Special | Grand Prix Freestyle | Grand Prix Freestyle | Geral       | Geral       |
| Atleta                                    | Cavalo       | Evento     | Total      | Pos.       | Total              | Pos.               | Técnico              | Artístico            | Total       | Pos.        |
| ----------------------------------------- | ------------ | ---------- | ---------- | ---------- | ------------------ | ------------------ | -------------------- | -------------------- | ----------- | ----------- |
| Adrienne Lyle                             | Helix        | Individual | 72.593     | 3          | —                  | —                  | Não avançou          | Não avançou          | Não avançou | Não avançou |
| Marcus Orlob                              | Jane         | Individual | WD         | WD         | —                  | —                  | Não avançou          | Não avançou          | Não avançou | Não avançou |
| Steffen Peters                            | Suppenkasper | Individual | 66.491     | 9          | —                  | —                  | Não avançou          | Não avançou          | Não avançou | Não avançou |
| Adrienne Lyle Marcus Orlob Steffen Peters | Ver acima    | Equipes    | WD         | WD         | Não avançou        | Não avançou        | —                    | —                    | —           | —           |

#### CCE
| Atleta                                          | Cavalo            | Evento     | Adestramento | Adestramento | Cross-country | Cross-country | Cross-country | Saltos       | Saltos       | Saltos       | Saltos      | Saltos      | Saltos      | Total  | Total |
| Atleta                                          | Cavalo            | Evento     | Adestramento | Adestramento | Cross-country | Cross-country | Cross-country | Qualificação | Qualificação | Qualificação | Final       | Final       | Final       | Total  | Total |
| Atleta                                          | Cavalo            | Evento     | Pen.         | Pos.         | Pen.          | Total         | Pos.          | Pen.         | Total        | Pos.         | Pen.        | Total       | Pos.        | Pen.   | Pos.  |
| ----------------------------------------------- | ----------------- | ---------- | ------------ | ------------ | ------------- | ------------- | ------------- | ------------ | ------------ | ------------ | ----------- | ----------- | ----------- | ------ | ----- |
| Liz Halliday-Sharp                              | Cooley Nutcracker | Individual | 28.00        | 19           | 6.00          | 34.00         | 22            | 0.80         | 34.80        | 15 Q         | 5.20        | 40.00       | 19          | 40.00  | 19    |
| Boyd Martin                                     | Fedarman B        | Individual | 30.50        | 26           | 1.60          | 32.10         | 17            | 0.00         | 32.10        | 11 Q         | 0.00        | 32.10       | 10          | 32.10  | 10    |
| Caroline Pamukcu                                | HSH Blake         | Individual | 30.40        | 25           | 32.00         | 62.40         | 47            | 4.40         | 66.80        | 37           | Não avançou | Não avançou | Não avançou | 66.80  | 37    |
| Liz Halliday-Sharp Boyd Martin Caroline Pamukcu | Ver acima         | Equipes    | 88.90        | 6            | 38.00         | 128.50        | 9             | 5.20         | 133.70       | 7            | —           | —           | —           | 133.70 | 7     |

#### Saltos
| Atleta                            | Cavalo               | Evento     | Qualificação | Qualificação | Qualificação | Final       | Final       | Final            |
| Atleta                            | Cavalo               | Evento     | Pen.         | Tempo        | Pos.         | Pen.        | Tempo       | Pos.             |
| --------------------------------- | -------------------- | ---------- | ------------ | ------------ | ------------ | ----------- | ----------- | ---------------- |
| Karl Cook                         | Caracole de la Roque | Individual | 0            | 76.97        | 16 Q         | 8           | 79.72       | 16               |
| Laura Kraut                       | Baloutinue           | Individual | 4            | 73.22        | 27 Q         | 4           | 81.61       | 8                |
| McLain Ward                       | Ilex                 | Individual | 4            | 75.50        | 34           | Não avançou | Não avançou | Não avançou      |
| Karl Cook Laura Kraut McLain Ward | Ver acima            | Equipes    | 6            | 227.57       | 2 Q          | 4           | 229.90      | Medalha de prata |

### Natação
Nadadores estadunidenses alcançaram os padrões de classificação nos seguintes eventos para Paris 2024, sendo no máximo dois nadadores pelo Tempo de Qualificação Olímpica (OST) e potencialmente no Tempo de Consideração Olímpica (OCT): Para garantir a seleção para a equipe, os nadadores deveriam terminar entre os dois primeiros de cada evento individual em piscina no corte de qualificação olímpica das seletivas olímpicas dos Estados Unidos de 2024 (15 a 23 de junho de 2024) em Indianápolis.
Masculino
| Atleta                                                                                         | Evento          | Eliminatórias | Eliminatórias | Semifinal   | Semifinal   | Final       | Final             |
| Atleta                                                                                         | Evento          | Tempo         | Pos.          | Tempo       | Pos.        | Tempo       | Pos.              |
| ---------------------------------------------------------------------------------------------- | --------------- | ------------- | ------------- | ----------- | ----------- | ----------- | ----------------- |
| Caeleb Dressel                                                                                 | 50 m livre      | 21.91         | 13 Q          | 21.58       | 5 Q         | 21.61       | 6                 |
| Chris Guiliano                                                                                 | 50 m livre      | 21.97         | 17            | Não avançou | Não avançou | Não avançou | Não avançou       |
| Jack Alexy                                                                                     | 100 m livre     | 47.57         | 1 Q           | 47.68       | 6 Q         | 47.96       | 7                 |
| Chris Guiliano                                                                                 | 100 m livre     | 48.25         | =8 Q          | 47.72       | 7 Q         | 47.98       | 8                 |
| Chris Guiliano                                                                                 | 200 m livre     | 1:47.60       | 19            | Não avançou | Não avançou | Não avançou | Não avançou       |
| Luke Hobson                                                                                    | 200 m livre     | 1:46.23       | =7 Q          | 1:45.19     | 3 Q         | 1:44.79     | Medalha de bronze |
| Aaron Shackell                                                                                 | 400 m livre     | 3:45.45       | 6 Q           | —           | —           | 3:47.00     | 8                 |
| Kieran Smith                                                                                   | 400 m livre     | 3:46.47       | 11            | —           | —           | Não avançou | Não avançou       |
| Bobby Finke                                                                                    | 800 m livre     | 7:43.00       | 5 Q           | —           | —           | 7:38.75     | Medalha de prata  |
| Luke Whitlock                                                                                  | 800 m livre     | 7:49.26       | 15            | —           | —           | Não avançou | Não avançou       |
| Bobby Finke                                                                                    | 1500 m livre    | 14:45.31      | 6 Q           | —           | —           | 14:30.67    | Medalha de ouro   |
| David Johnston                                                                                 | 1500 m livre    | 15:10.64      | 18            | —           | —           | Não avançou | Não avançou       |
| Hunter Armstrong                                                                               | 100 m costas    | 53.34         | 9 Q           | 53.11       | 11          | Não avançou | Não avançou       |
| Ryan Murphy                                                                                    | 100 m costas    | 53.06         | 4 Q           | 52.72       | 5 Q         | 52.39       | Medalha de bronze |
| Keaton Jones                                                                                   | 200 m costas    | 1:57.54       | 11 Q          | 1:56.39     | 6 Q         | 1:55.39     | 5                 |
| Ryan Murphy                                                                                    | 200 m costas    | 1:57.03       | 5 Q           | 1:56.62     | 10          | Não avançou | Não avançou       |
| Nic Fink                                                                                       | 100 m peito     | 59.66         | 10 Q          | 59.16       | 4 Q         | 59.05       | =                 |
| Charlie Swanson                                                                                | 100 m peito     | 59.92         | 14 Q          | 1:00.16     | 14          | Não avançou | Não avançou       |
| Matthew Fallon                                                                                 | 200 m peito     | 2:10.49       | 11 Q          | 2:09.96     | =10         | Não avançou | Não avançou       |
| Josh Matheny                                                                                   | 200 m peito     | 2:10.39       | 10 Q          | 2:09.70     | 6 Q         | 2:09.52     | 7                 |
| Caeleb Dressel                                                                                 | 100 m borboleta | 50.83         | 6 Q           | 51.57       | 13          | Não avançou | Não avançou       |
| Thomas Heilman                                                                                 | 100 m borboleta | 51.82         | 18            | Não avançou | Não avançou | Não avançou | Não avançou       |
| Thomas Heilman                                                                                 | 200 m borboleta | 1:55.74       | 11 Q          | 1:54.87     | 10          | Não avançou | Não avançou       |
| Luca Urlando                                                                                   | 200 m borboleta | 1:56.18       | 17            | Não avançou | Não avançou | Não avançou | Não avançou       |
| Shaine Casas                                                                                   | 200 m medley    | 1:58.04       | 5 Q           | 1:57.82     | 9           | Não avançou | Não avançou       |
| Carson Foster                                                                                  | 200 m medley    | 1:58.63       | 10 Q          | 1:56.37     | 2 Q         | 1:56.10     | 4                 |
| Carson Foster                                                                                  | 400 m medley    | 4:11.07       | 4 Q           | —           | —           | 4:08.66     | Medalha de bronze |
| Chase Kalisz                                                                                   | 400 m medley    | 4:13.36       | 11            | —           | —           | Não avançou | Não avançou       |
| Jack Alexy Hunter Armstrong Caeleb Dressel Chris Guiliano Ryan Held Matt King                  | 4x100 m livre   | 3:12.61       | 4 Q           | —           | —           | 3:09.28     | Medalha de ouro   |
| Brooks Curry Carson Foster Chris Guiliano Luke Hobson Drew Kibler Blake Pieroni Kieran Smith   | 4x200 m livre   | 7:05.57       | 2 Q           | —           | —           | 7:00.78     | Medalha de prata  |
| Jack Alexy Hunter Armstrong Caeleb Dressel Nic Fink Thomas Heilman Ryan Murphy Charlie Swanson | 4x100 m medley  | 3:31.62       | 3 Q           | —           | —           | 3:28.01     | Medalha de prata  |
| Ivan Puskovitch                                                                                | 10 km maratona  | —             | —             | —           | —           | 1:57:52.5   | 19                |

Feminino
| Atleta | Evento          | Eliminatórias | Eliminatórias | Semifinal   | Semifinal   | Final       | Final             |
| Atleta | Evento          | Tempo         | Pos.          | Tempo       | Pos.        | Tempo       | Pos.              |
| --- | --------------- | ------------- | ------------- | ----------- | ----------- | ----------- | ----------------- |
| Simone Manuel                                                                                              | 50 m livre      | 24.587        | =18           | Não avançou | Não avançou | Não avançou | Não avançou       |
| Gretchen Walsh                                                                                             | 50 m livre      | 24.37         | 3 Q           | 24.17       | 2 Q         | 24.21       | 4                 |
| Torri Huske                                                                                                | 100 m livre     | 53.53         | 7 Q           | 52.99       | 7 Q         | 52.29       | Medalha de prata  |
| Gretchen Walsh                                                                                             | 100 m livre     | 53.54         | 8 Q           | 53.18       | 8 Q         | 53.04       | 8                 |
| Erin Gemmell                                                                                               | 200 m livre     | 1:57.23       | 11 Q          | 1:56.46     | 9           | Não avançou | Não avançou       |
| Claire Weinstein                                                                                           | 200 m livre     | 1:56.48       | 6 Q           | 1:55.24     | 3 Q         | 1:56.60     | 8                 |
| Katie Ledecky                                                                                              | 400 m livre     | 4:02.19       | 1 Q           | —           | —           | 4:00.86     | Medalha de bronze |
| Paige Madden                                                                                               | 400 m livre     | 4:03.34       | 6 Q           | —           | —           | 4:02.26     | 6                 |
| Katie Ledecky                                                                                              | 800 m livre     | 8:16.62       | 1 Q           | —           | —           | 8:11.04     | Medalha de ouro   |
| Paige Madden                                                                                               | 800 m livre     | 8:18.48       | 2 Q           | —           | —           | 8:13.00     | Medalha de bronze |
| Katie Grimes                                                                                               | 1500 m livre    | 16:12.11      | 10            | —           | —           | Não avançou | Não avançou       |
| Katie Ledecky                                                                                              | 1500 m livre    | 15:47.43      | 1 Q           | —           | —           | 15:30.02    | Medalha de ouro   |
| Katharine Berkoff                                                                                          | 100 m costas    | 57.99         | 1 Q           | 58.27       | 3 Q         | 57.98       | Medalha de bronze |
| Regan Smith                                                                                                | 100 m costas    | 58.45         | 2 Q           | 57.97       | 1 Q         | 57.66       | Medalha de prata  |
| Phoebe Bacon                                                                                               | 200 m costas    | 2:09.00       | 4 Q           | 2:07.32     | 1 Q         | 2:05.61     | 4                 |
| Regan Smith                                                                                                | 200 m costas    | 2:09.61       | 6 Q           | 2:08.14     | 6 Q         | 2:04.26     | Medalha de prata  |
| Lilly King                                                                                                 | 100 m peito     | 1:06.10       | 5 Q           | 1:05.64     | 3 Q         | 1:05.60     | =4                |
| Emma Weber                                                                                                 | 100 m peito     | 1:07.65       | 23            | Não avançou | Não avançou | Não avançou | Não avançou       |
| Kate Douglass                                                                                              | 200 m peito     | 2:23.44       | 3 Q           | 2:19.74     | 1 Q         | 2:19.24     | Medalha de ouro   |
| Lilly King                                                                                                 | 200 m peito     | 2:24.91       | 11 Q          | 2:23.25     | 6 Q         | 2:25.91     | 8                 |
| Torri Huske                                                                                                | 100 m borboleta | 56.72         | 3 Q           | 56.00       | 2 Q         | 55.59       | Medalha de ouro   |
| Gretchen Walsh                                                                                             | 100 m borboleta | 56.75         | 4 Q           | 55.38       | 1 Q         | 55.63       | Medalha de prata  |
| Alex Shackell                                                                                              | 200 m borboleta | 2:07.49       | 5 Q           | 2:06.46     | 5 Q         | 2:07.73     | 6                 |
| Regan Smith                                                                                                | 200 m borboleta | 2:06.99       | 2 Q           | 2:05.39     | 2 Q         | 2:03.84     | Medalha de prata  |
| Kate Douglass                                                                                              | 200 m medley    | 2:10.70       | 5 Q           | 2:08.59     | 3 Q         | 2:06.92     | Medalha de prata  |
| Alexandra Walsh                                                                                            | 200 m medley    | 2:10.48       | 3 Q           | 2:07.45     | 1 Q         | DSQ         | DSQ               |
| Katie Grimes                                                                                               | 400 m medley    | 4:37.24       | 2 Q           | —           | —           | 4:33.40     | Medalha de prata  |
| Emma Weyant                                                                                                | 400 m medley    | 4:36.27       | 1 Q           | —           | —           | 4:34.93     | Medalha de bronze |
| Erika Connolly Kate Douglass Torri Huske Simone Manuel Gretchen Walsh Abbey Weitzeil                       | 4x100 m livre   | 3:33.29       | 2 Q           | —           | —           | 3:30.20     | Medalha de prata  |
| Erin Gemmell Katie Ledecky Paige Madden Simone Manuel Anna Peplowski Alex Shackell Claire Weinstein        | 4x200 m livre   | 7:52.72       | 4 Q           | —           | —           | 7:40.86     | Medalha de prata  |
| Katharine Berkoff Kate Douglass Torri Huske Lilly King Alex Shackell Regan Smith Gretchen Walsh Emma Weber | 4x100 m medley  | 3:56.40       | 4 Q           | —           | —           | 3:49.63     | Medalha de ouro   |
| Mariah Denigan                                                                                             | 10 km maratona  | —             | —             | —           | —           | 2:06:42.9   | 16                |
| Katie Grimes                                                                                               | 10 km maratona  | —             | —             | —           | —           | 2:06:29.6   | 15                |

Misto
| Atleta | Evento         | Eliminatórias | Eliminatórias | Final   | Final           |
| Atleta | Evento         | Tempo         | Pos.          | Tempo   | Pos.            |
| --- | -------------- | ------------- | ------------- | ------- | --------------- |
| Caeleb Dressel Nic Fink Torri Huske Ryan Murphy Regan Smith Charlie Swanson Gretchen Walsh Abbey Weitzeil | 4x100 m medley | 3:40.98       | 1 Q           | 3:37.43 | Medalha de ouro |

### Surfe
Surfistas dos Estados Unidos confirmaram cinco vagas (três femininas e duas masculinas) na competição de surfe no Taiti. A primeira cota foi obtida após o triunfo no evento por equipes femininas nos ISA World Surfing Games de 2022 em Huntington Beach, e as outras três cotas de vaga foram concedidas após terminar entre as oito primeiras (mulheres) e os dez primeiros (homens) surfistas elegíveis para qualificação no ranking da World Surf League de 2023.
Shortboard
| Atleta             | Evento    | Rodada 1 | Rodada 1 | Rodada 2             | Rodada 3                       | Quartas                  | Semifinal                             | Final / DB                      | Final / DB      |
| Atleta             | Evento    | Total    | Pos.     | Adversário Resultado | Adversário Resultado           | Adversário Resultado     | Adversário Resultado                  | Adversário Resultado            | Pos.            |
| ------------------ | --------- | -------- | -------- | -------------------- | ------------------------------ | ------------------------ | ------------------------------------- | ------------------------------- | --------------- |
| Griffin Colapinto  | Masculino | 17.03    | 1 R3     | Bye                  | FRA K Vaast D 13.83–15.10      | Não avançou              | Não avançou                           | Não avançou                     | Não avançou     |
| John John Florence | Masculino | 17.33    | 1 R3     | Bye                  | AUS J Robinson D 9.07–13.94    | Não avançou              | Não avançou                           | Não avançou                     | Não avançou     |
| Caroline Marks     | Feminino  | 17.93    | 1 R3     | Bye                  | CHN Yang S V 6.93–1.63         | AUS T Wright V 7.77–5.37 | FRA J Defay V 12.17(7.00)–12.17(6.50) | BRA T Weston-Webb V 10.50–10.33 | Medalha de ouro |
| Carissa Moore      | Feminino  | 16.50    | 1 R3     | Bye                  | RSA S Baum V 8.16–3.87         | FRA J Defay D 6.50–10.34 | Não avançou                           | Não avançou                     | Não avançou     |
| Caitlin Simmers    | Feminino  | 12.93    | 1 R3     | Bye                  | BRA T Weston-Webb D 1.93–12.34 | Não avançou              | Não avançou                           | Não avançou                     | Não avançou     |

### Tiro
Atiradores dos Estados Unidos alcançaram cotas aos seguintes eventos com base em seus resultados nos Campeonatos Mundiais da ISSF de 2022 e 2023, Campeonatos das Américas de 2022 e 2024, Jogos Pan-Americanos de 2023 e Torneio de Qualificação Olímpica Mundial ISSF de 2024, se obtiveram uma pontuação mínima de qualificação (MQS) de 14 de agosto de 2022 a 9 de junho de 2024. A equipe foi nomeada com base nas pontuações agregadas obtidas pelos atiradores em dois estágios das seletivas olímpicas de 2023–2024 (outono e primavera).
Masculino
| Atleta          | Evento               | Qualificação | Qualificação | Final       | Final            |
| Atleta          | Evento               | Marca        | Pos.         | Marca       | Pos.             |
| --------------- | -------------------- | ------------ | ------------ | ----------- | ---------------- |
| Rylan Kissell   | Carabina de ar 10 m  | 626.3        | 35           | Não avançou | Não avançou      |
| Ivan Roe        | Carabina de ar 10 m  | 626.3        | 34           | Não avançou | Não avançou      |
| Rylan Kissell   | Carabina 3 pos. 50 m | 579          | 38           | Não avançou | Não avançou      |
| Ivan Roe        | Carabina 3 pos. 50 m | 587          | 20           | Não avançou | Não avançou      |
| Henry Leverett  | Tiro rápido 25 m     | 573          | 25           | Não avançou | Não avançou      |
| Keith Sanderson | Tiro rápido 25 m     | 579          | 19           | Não avançou | Não avançou      |
| Will Hinton     | Fossa olímpica       | 116          | 27           | Não avançou | Não avançou      |
| Derrick Mein    | Fossa olímpica       | 122 (SO:+13) | 6 Q          | 26          | 5                |
| Vincent Hancock | Skeet                | 123          | 4 Q          | 58          | Medalha de ouro  |
| Conner Prince   | Skeet                | 124 (SO:+12) | 1 Q          | 57          | Medalha de prata |

Feminino
| Atleta          | Evento               | Qualificação | Qualificação | Final       | Final             |
| Atleta          | Evento               | Marca        | Pos.         | Marca       | Pos.              |
| --------------- | -------------------- | ------------ | ------------ | ----------- | ----------------- |
| Sagen Maddalena | Carabina de ar 10 m  | 631.4        | 7 Q          | 207.7       | 4                 |
| Mary Tucker     | Carabina de ar 10 m  | 625.2        | 32           | Não avançou | Não avançou       |
| Sagen Maddalena | Carabina 3 pos. 50 m | 593          | 1 Q          | 463.0       | Medalha de prata  |
| Mary Tucker     | Carabina 3 pos. 50 m | 579          | 25           | Não avançou | Não avançou       |
| Katelyn Abeln   | Pistola de ar 10 m   | 570          | 24           | Não avançou | Não avançou       |
| Alexis Lagan    | Pistola de ar 10 m   | 570          | 25           | Não avançou | Não avançou       |
| Katelyn Abeln   | Pistola livre 25 m   | 585          | 8 Q          | 5           | 8                 |
| Ada Korkhin     | Pistola livre 25 m   | 571          | 32           | Não avançou | Não avançou       |
| Ryann Phillips  | Fossa olímpica       | 116          | 16           | Não avançou | Não avançou       |
| Rachel Tozier   | Fossa olímpica       | 116          | 18           | Não avançou | Não avançou       |
| Austen Smith    | Skeet                | 122 (SO:+14) | 1 Q          | 45          | Medalha de bronze |
| Dania Vizzi     | Skeet                | 118          | 12           | Não avançou | Não avançou       |

Misto
| Atleta                       | Evento              | Qualificação | Qualificação | Final                         | Final            |
| Atleta                       | Evento              | Marca        | Pos.         | Marca                         | Pos.             |
| ---------------------------- | ------------------- | ------------ | ------------ | ----------------------------- | ---------------- |
| Sagen Maddalena Ivan Roe     | Carabina de ar 10 m | 624.9        | 18           | Não avançou                   | Não avançou      |
| Mary Tucker Rylan Kissell    | Carabina de ar 10 m | 626.0        | 13           | Não avançou                   | Não avançou      |
| Vincent Hancock Austen Smith | Skeet               | 148          | 2 Q          | ITA Bacosi / Rossetti D 44–45 | Medalha de prata |
| Conner Prince Dania Vizzi    | Skeet               | 144          | 6            | Não avançou                   | Não avançou      |

### Tiro com arco
Quatro arqueiros estadunidenses se classificaram para os eventos masculino e feminino em virtude de seus respectivos resultados no Campeonato Mundial de 2023 em Berlim, Alemanha; nos Jogos Pan-Americanos de 2023 em Santiago, Chile; e no Campeonato Pan-Americano de 2024 em Medellín, Colômbia.
Masculino
| Atleta        | Evento     | Ranqueamento | Ranqueamento | Fase de 64            | Fase de 32           | Oitavas              | Quartas              | Semifinal            | Final / DB           | Final / DB       |
| Atleta        | Evento     | Total        | Pos.         | Adversário Resultado  | Adversário Resultado | Adversário Resultado | Adversário Resultado | Adversário Resultado | Adversário Resultado | Pos.             |
| ------------- | ---------- | ------------ | ------------ | --------------------- | -------------------- | -------------------- | -------------------- | -------------------- | -------------------- | ---------------- |
| Brady Ellison | Individual | 677          | 7            | TUR M Yıldırmış V 6–2 | CHN Kao W V 6–2      | TUR B Tümer V 6–2    | KOR Kim J-d V 6–0    | GER F Unruh V 7–3    | KOR Kim W-j D 5–6    | Medalha de prata |

Feminino
| Atleta                                                     | Evento     | Ranqueamento | Ranqueamento | Fase de 64           | Fase de 32             | Oitavas                | Quartas              | Semifinal            | Final / DB           | Final / DB  |
| Atleta                                                     | Evento     | Total        | Pos.         | Adversário Resultado | Adversário Resultado   | Adversário Resultado   | Adversário Resultado | Adversário Resultado | Adversário Resultado | Pos.        |
| ---------------------------------------------------------- | ---------- | ------------ | ------------ | -------------------- | ---------------------- | ---------------------- | -------------------- | -------------------- | -------------------- | ----------- |
| Catalina Gnoriega                                          | Individual | 648          | 38           | GER K Bauer V 6–0    | INA D Choirunisa D 5–6 | Não avançou            | Não avançou          | Não avançou          | Não avançou          | Não avançou |
| Casey Kaufhold                                             | Individual | 672          | 4            | GUI F Sylla V 6–2    | TPE Lei C-y D 3–7      | Não avançou            | Não avançou          | Não avançou          | Não avançou          | Não avançou |
| Jennifer Mucino-Fernandez                                  | Individual | 625          | 57           | MEX A Valencia D 2–6 | Não avançou            | Não avançou            | Não avançou          | Não avançou          | Não avançou          | Não avançou |
| Catalina Gnoriega Casey Kaufhold Jennifer Mucino-Fernandez | Equipes    | 1945         | 8            | N/A                  | N/A                    | TPE Taipé Chinês D 1–5 | Não avançou          | Não avançou          | Não avançou          | Não avançou |

Misto
| Atleta                       | Evento  | Ranqueamento | Ranqueamento | Oitavas               | Quartas              | Semifinal            | Final / DB           | Final / DB        |
| Atleta                       | Evento  | Total        | Pos.         | Adversário Resultado  | Adversário Resultado | Adversário Resultado | Adversário Resultado | Pos.              |
| ---------------------------- | ------- | ------------ | ------------ | --------------------- | -------------------- | -------------------- | -------------------- | ----------------- |
| Brady Ellison Casey Kaufhold | Equipes | 1349         | 3            | UZB Uzbequistão V 6–0 | JPN Japão V 5–3      | GER Alemanha D 3–5   | IND Índia V 6–2      | Medalha de bronze |